# Boeing 767
El Boeing 767 es un avión comercial a reacción de fuselaje ancho para vuelos de media a larga distancia desarrollado y construido por el fabricante aeronáutico estadounidense Boeing Commercial Airplanes desde 1981 hasta la fecha, siendo el primer aparato bimotor de fuselaje ancho desarrollado por el fabricante estadounidense. El diseño de la aeronave se caracteriza por disponer de dos turbofanes, un diseño convencional de cola y un nuevo perfil alar para reducir la resistencia aerodinámica. El 767 se diseñó como un avión de fuselaje ancho de menor tamaño que sus predecesores, como el 747, con una capacidad de entre 181 a 375 pasajeros y una autonomía de vuelo entre 3850 millas náuticas (7130,2 km) y 6385 millas náuticas (11 825 km) dependiendo de la variante. El desarrollo del 767 se realizó de modo paralelo al del 757, otro bimotor pero de fuselaje estrecho, lo que dio lugar a que muchas de las características de los aparatos fuesen similares, permitiendo a los pilotos obtener una licencia de tipo común para operar ambas aeronaves.
El 767 se fabrica en tres longitudes de fuselaje. La versión original, denominada 767-200 entró en servicio en el año 1982, seguida del 767-300 en 1986 y del 767-400ER, de mayor autonomía de vuelo, en el año 2000. Las variantes de mayor autonomía, 767-200ER y 767-300ER, entraron en servicio en 1984 y 1988 respectivamente, mientras que la versión de carga 767-300F, lo hizo en el año 1995. También se han llevado a cabo modificaciones de aeronaves de pasajeros 767-200 y 767-300 para su uso como aviones de carga. Del 767 también se han creado versiones militares, como la variante de alerta temprana y control aerotransportado E-767, los aviones de reabastecimiento en vuelo KC-767 y KC-46, así como aviones de transporte vip.
La aerolínea United Airlines fue la primera en introducir el 767 en servicio en el año 1982. La aeronave se utilizó inicialmente para volar rutas nacionales y vuelos transcontinentales. En 1985, el 767 se convirtió en la primera aeronave bimotor en obtener la aprobación para realizar vuelos de larga duración sobrevolando superficies marinas (ETOPS); empleándose entonces en servicios sin escalas dentro de las distintas rutas intercontinentales. En 1986, Boeing inició los estudios de una versión de mayor capacidad del 767, dando lugar al 777.
Este avión también fue el que se estrelló contra las torres gemelas en 2001.
A finales de diciembre de 2017, el 767 tiene una cartera de pedidos por 1204 unidades, de las cuales 1106 han sido entregadas; 769 de estas aeronaves estaban en servicio a finales de diciembre de 2017. La variante más popular es el 767-300ER, con 583 unidades entregadas, siendo, a mediados de enero de 2018, Delta Air Lines y United Airlines los principales usuarios de la versión de pasajeros con 80 unidades y 51 unidades respectivamente, y UPS el mayor usuario de la versión de carga con 60 unidades. Los principales competidores del 767 son de Airbus: el A300, A310, y el A330-200. Está previsto que el 767 sea sustituido por el Boeing 787 Dreamliner, que entró en servicio en octubre de 2011.

## Desarrollo

### Antecedentes
En 1970, el Boeing 747 se convirtió en el primer avión comercial de fuselaje ancho en entrar en servicio. El 747 fue el primer avión de pasajeros a reacción lo suficientemente ancho para disponer de cabina de doble pasillo. Dos años más tarde, el fabricante estadounidense dio comienzo a un estudio, bajo el nombre de 7X7, para desarrollar una nueva aeronave de fuselaje ancho que reemplazase al 707 y otros aviones a reacción de fuselaje estrecho. Esta aeronave también dispondría de cabina de pasajeros de doble pasillo, pero con un fuselaje de menor tamaño que el 747, el Douglas DC-10, y el Lockheed L-1011 TriStar. Para sufragar los altos costos de desarrollo de esta nueva aeronave, Boeing firmó varios acuerdos de riesgo compartido con la compañía italiana Aeritalia y la Civil Transport Development Corporation (CTDC), un consorcio de compañías aeroespaciales europeas. Este se convirtió en el primer gran acuerdo de joint venture internacional de Boeing, recibiendo tanto Aeritalia como CTDC contratos de suministro en exclusiva a cambio de su participación en el programa. El proyecto del 7X7 se concibió inicialmente como un avión de pasajeros con capacidad de despegue y aterrizaje cortos para vuelos de corto radio, pero los clientes potenciales no se mostraron entusiasmados con este concepto, lo que llevó a que se redefiniese el proyecto, para dar lugar a un aparato de tamaño medio, con autonomía para vuelos transcontinentales. En esta etapa de desarrollo, la aeronave propuesta contaba con una planta motriz de dos o tres motores con varias configuraciones posibles, incluyendo el montaje de motores sobre las alas y una cola en T.

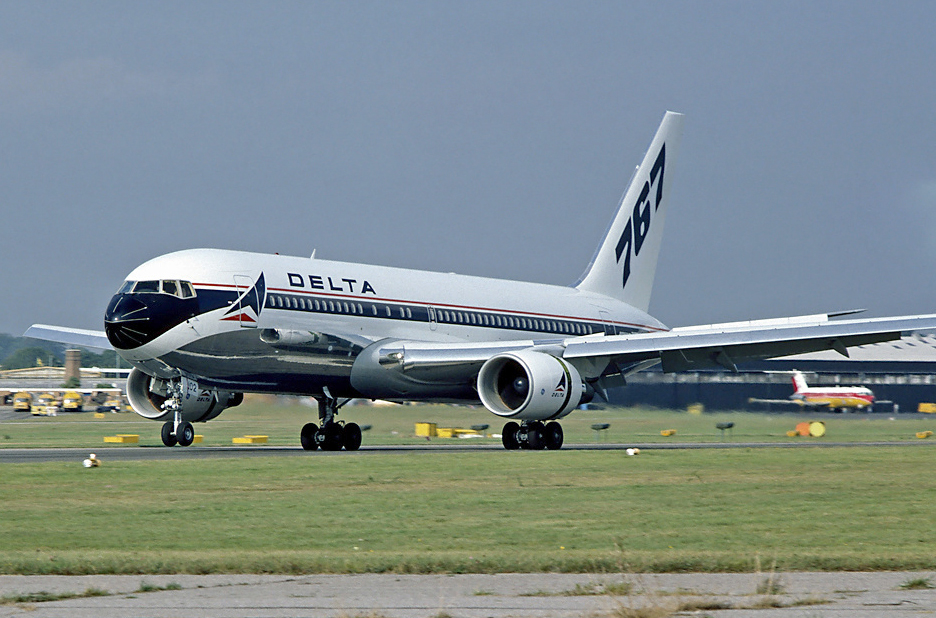
El 7X7 realizaría su debut para el público en general en el Salón Aeronáutico de Farnborough de 1982 bajo el nombre de Boeing 767-200.

En el año 1976 se presentó como configuración base como del 7X7 el diseño de un bimotor, similar al que se había empleado en el desarrollo del Airbus A300. La decisión de emplear dos motores reflejaba el aumento en la confianza del sector sobre la fiabilidad y la economía operativa de las plantas motrices de nueva generación. Aunque los requisitos de las aerolíneas para los nuevos aviones de fuselaje ancho resultaban en aquellos momentos ambiguos, el 7X7 se centró como un producto destinado a los mercados de tamaño medio y alta densidad. Como tal, fue pensado para transportar un número elevado de pasajeros entre ciudades principales. Estaba previsto que el 7X7 contase con los principales avances en la tecnología aeroespacial disponible para el mercado civil en aquel momento, entre los que destacaban los motores turbofán de alto índice de derivación, nuevos sistemas de vuelo, mejoras aerodinámicas y materiales de construcción de mayor ligereza. Muchas de estas características también se tendrían en cuenta en el desarrollo paralelo de una aeronave de tamaño medio y fuselaje estrecho, conocida en aquellos momentos por el nombre de 7N7, que posteriormente se convertiría en el Boeing 757. El trabajo en ambas propuestas coincidió en el tiempo con el repunte de la industria aeronáutica a finales de los años 1970.
En enero de 1978, Boeing anunció una importante ampliación de sus instalaciones situadas en el aeropuerto de Paine Field en Everett, Washington—que en aquellos momentos se dedicaba en exclusiva a la fabricación del 747—para dar cabida a su nueva familia de aviones de fuselaje ancho. En febrero de 1978, el nuevo avión comercial recibió la designación 767, con la previsión en un primer momento de fabricar tres variantes: el 767-100 de 190 plazas, el 767-200 de 210 plazas, y una versión trimotor denominada 767MR/LR de 200 plazas, destinada a las rutas intercontinentales. El 767MR/LR fue posteriormente renombrado como 777 con el fin de diferenciarlo. El 767 se lanzó oficialmente el 14 de julio de 1978, con el pedido de 30 unidades de la variante 767-200 por parte de la aerolínea estadounidense United Airlines, seguido de un pedido de 50 unidades de American Airlines por el mismo modelo. El 767-100 finalmente no se ofreció para su venta, al estimarse que su capacidad de pasajeros era similar a la del 757, mientras que la versión trimotor 777 se acabó desestimando en favor de la estandarización del modelo en torno a una planta motriz bimotor.

### Fase de diseño
A finales de los años 1970, el costo operativo reemplazó a la capacidad como principal medida a la hora de evaluar la compra de un avión comercial. A consecuencia de ello, el proceso de diseño del 767 se centró en la eficiencia del consumo de combustible desde el inicio. Boeing tenía como objetivo que el 767 aportase un ahorro en el costo operativo del 20 al 30 % con respecto a la generación previa de aviones comerciales, principalmente a través de una nueva planta motriz y de mejoras aerodinámicas. A medida que avanzaba el desarrollo, los ingenieros de Boeing emplearon el diseño asistido por computadoras para más de un tercio de los planos de diseño del 767, y realizaron un total de 26 000 horas de pruebas aerodinámicas en túnel de viento. El trabajo de diseño se produjo simultáneamente con el del bimotor 757, lo que llevó a Boeing a tratar ambos modelos como si se tratase de un único programa, con el fin de reducir el riesgo y el costo de desarrollo. Ambas aeronaves recibirían características comunes en su diseño, entre las que se encontraba la aviónica, el sistema de gestión de vuelo, los instrumentos de vuelo, y las características de maniobrabilidad. Los costes combinados del desarrollo de ambos aparatos se estiman entre los 3.500 a 4.000 millones de dólares americanos.

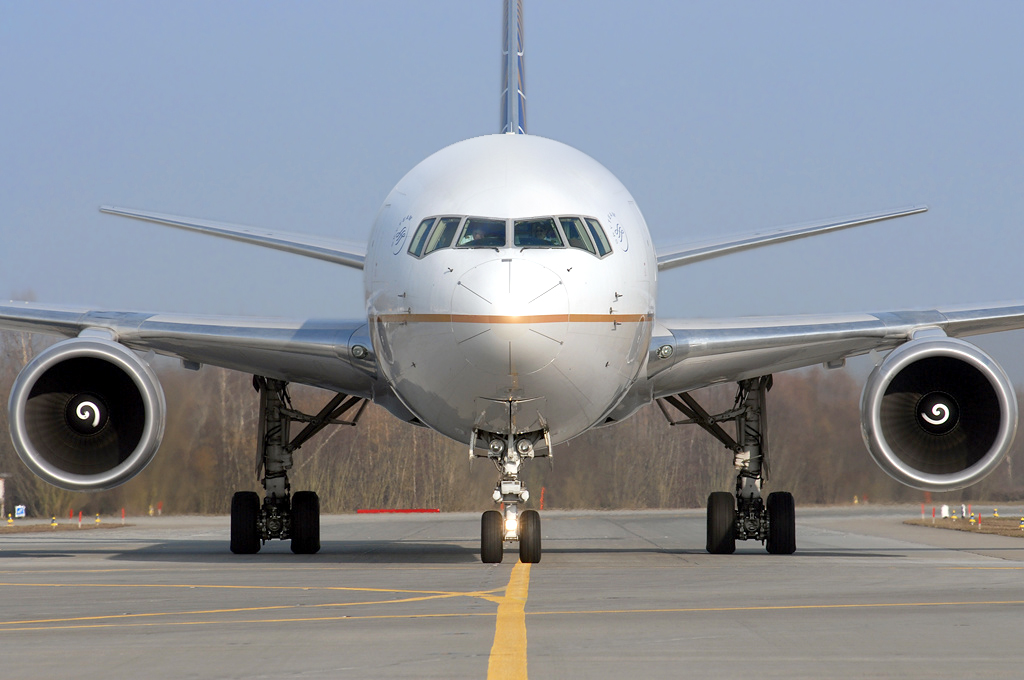
Vista frontal de un 767-400ER de Continental Airlines, en la que se puede ver el perfil del fuselaje, el diedro alar y las góndolas que albergan los motores CF6.

Los primeros clientes del Boeing 767 tuvieron la oportunidad de elegir entre los turbofán Pratt & Whitney JT9D o General Electric CF6, siendo la primera vez que Boeing ofrecía más de una opción de planta motriz durante el lanzamiento de una nueva aeronave. Ambos modelos ofrecían una potencia máxima de 48 000 lbf (210 kN) de empuje. Los motores se montaron aproximadamente a una distancia de un tercio de la longitud del ala con respecto al fuselaje, una configuración similar a la empleada en los trirreactores de fuselaje ancho. Estas alas se diseñaron sobre la base de un perfil alar de tipo supercrítico, el cual reducía la resistencia aerodinámica y distribuía la sustentación de manera más uniforme a lo largo de la superficie alar. Estas alas también ofrecían la capacidad para poder volar a una mayor altitud, una mayor capacidad de combustible y la posibilidad de ser modificadas de cara a las futuras variantes alargadas. La primera de las variantes, el 767-200, se diseñó con el fin de que tuviese una autonomía suficiente para realizar vuelos transcontinentales en América del Norte o para realizar vuelos sobre el Atlántico norte, siendo capaz de realizar rutas de hasta 3850 millas náuticas (7130,2 km).

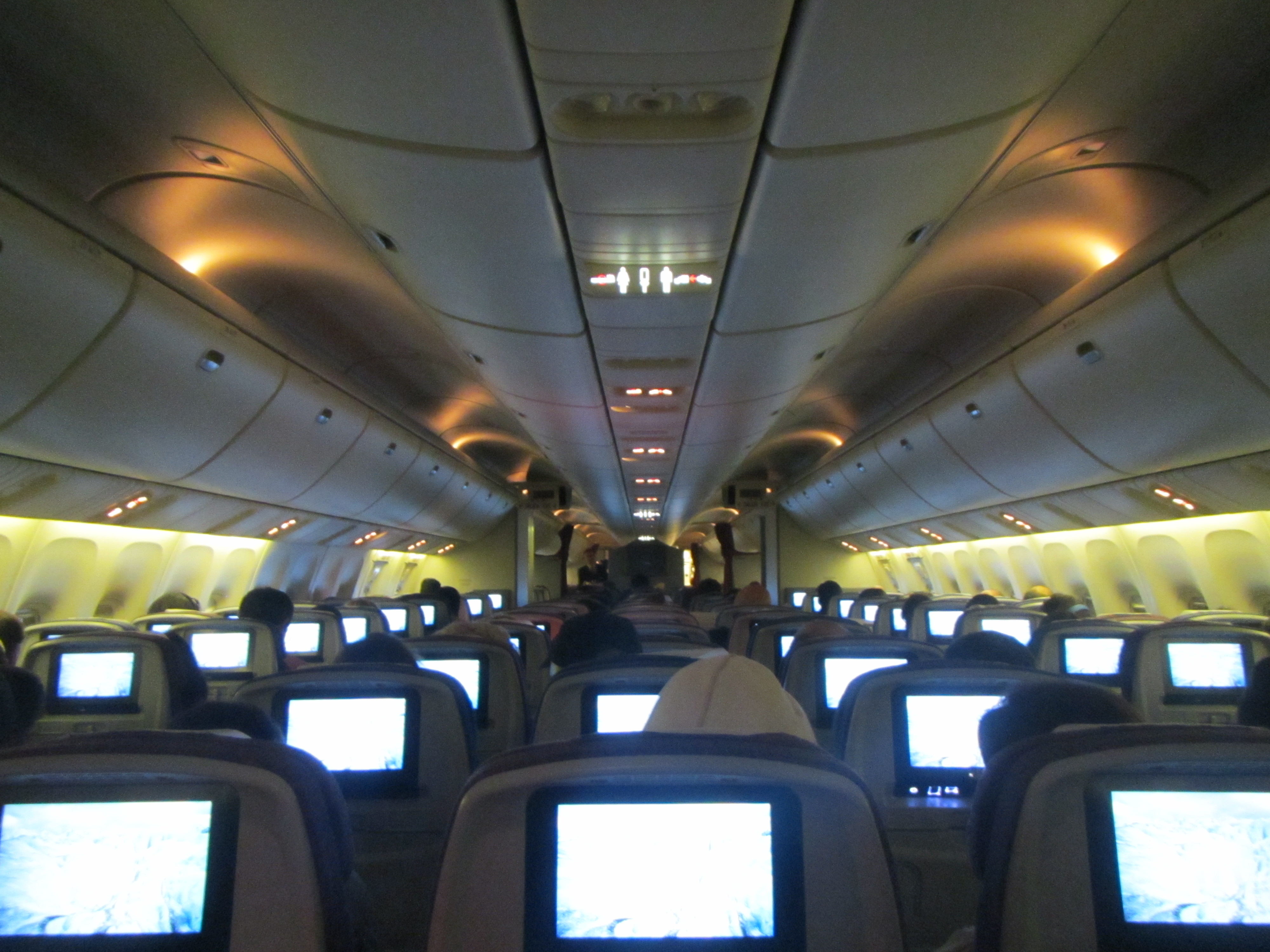
Cabina económica habitual 2-3-2 del 767 (ejemplo Lan Airlines).

Se decidió que el ancho de fuselaje seleccionado para el 767 estuviese en un punto medio entre el empleado en el 707 y el del 747, siendo finalmente seleccionada la medida de 16,5 pies (5 m). A pesar de ser más estrecho que otros modelos de avión de fuselaje ancho, el ancho de cabina del 767 permite filas de siete asientos con dos pasillos, por lo que el diseño se beneficia de una configuración de alta densidad a la vez que el menor ancho del fuselaje minora la resistencia aerodinámica. A pesar de esos beneficios en el diseño de la cabina de pasajeros, el diseño del fuselaje no estaba optimizado para la carga, debido a que no permitía dar cabida a dos elementos unitarios de carga del estándar LD3 de lado a lado, como permiten otros aviones de fuselaje ancho. A consecuencia de ello, se diseñó un contenedor de mercancías de tamaño más reducido, el LD2, creado de modo específico para el 767. La adopción de un diseño de cola convencional también permitió que la parte trasera del fuselaje se pudiese aprovechar para espacio útil, lo que permitió que la disposición de los pasillos fuesen paralelos a lo largo de toda la sección de cabina de pasajeros, eliminando las filas de asientos irregulares en la sección trasera que presentaban otros aparatos.

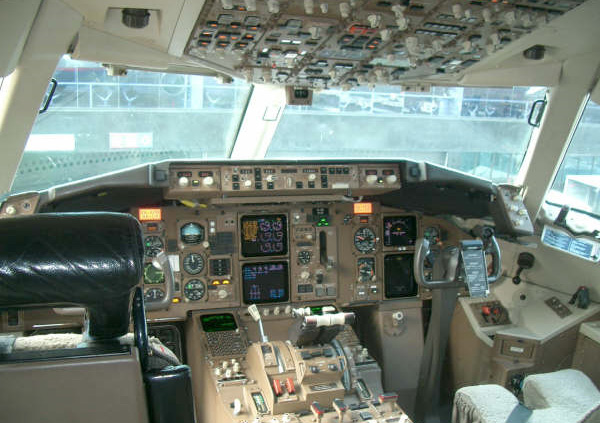
Cabina de cristal de un 767-300ER, en la que se puede ver una configuración mixta de instrumentos digitales con instrumentos e indicadores analógicos.

El 767 también fue el primer avión de fuselaje ancho de Boeing en ser diseñado con una cabina de cristal, para poder gestionar el aparato con dos pilotos En la cabina de vuelo se instalaron pantallas a color de tubos de rayos catódicos (CRT) y nuevos sistemas electrónicos que reemplazaron el rol desempeñado en aquellos momentos por el ingeniero de vuelo, permitiendo al piloto y al copiloto hacer un seguimiento de la aeronave de manera directa. A pesar de la reducción de costes en la tripulación que ello implicaba, United Airlines solicitó inicialmente que la cabina estuviese diseñada para una tripulación de vuelo de tres personas, refiriéndose a sus preocupaciones sobre los riesgos que estaban asociados a la introducción de un nuevo modelo de avión. La aerolínea mantuvo esta posición hasta julio de 1981, cuando un grupo de trabajo de la Presidencia de los Estados Unidos determinó que era seguro operar aviones de fuselaje ancho con una tripulación compuesta por dos personas. No obstante, la cabina para tres tripulantes se mantuvo como opción, siendo equipado de este modo los primeros modelos producidos. La aerolínea Ansett Australia equipó a sus 767 encargados con cabinas para tres tripulantes debido a las presiones ejercidas por los sindicatos, siendo la única aerolínea en operar el 767 con esa configuración. La cabina para dos tripulantes del 767 también se aplicó al diseño del 757, permitiendo a los pilotos operar los dos modelos de avión después de pasar un breve curso de conversión, lo que era un incentivo para que las aerolíneas se decantasen por la compra de ambos modelos para sus flotas.

### Producción y pruebas
Con el fin de fabricar el 767, Boeing creó una red de subcontratistas que incluían a proveedores nacionales así como internaciones, como la compañía italiana Aeritalia y la japonesa CTDC. Las alas y el suelo de la cabina se fabricarían en las dependencias de Boeing, mientras que Aeritalia se encargaría de fabricar las superficies de control, Boeing Vertol se ocuparía de los bordes de ataque de las alas, y Boeing Wichita fabricaría la sección delantera del fuselaje. La compañía CTDC proporcionaría diversas piezas a través de las compañías que constituían este conglomerado: Fuji Heavy Industries(carenado del ala y puertas del tren de aterrizaje), Kawasaki Heavy Industries (sección central del fuselaje), y Mitsubishi Heavy Industries (sección trasera del fuselaje, puertas y cola). Todos estos componentes se integrarían para formar la aeronave en la cadena de montaje final situada en la fábrica de Everett. Para acelerar la producción de los largueros de las alas, la pieza estructural más importante de las alas de los aviones, se incorporaron robots para automatizar el proceso de perforación de agujeros y de inserción de elementos de fijación. Este método empleado en la fabricación de las alas constituía una evolución con respecto a las técnicas desarrolladas para la fabricación del 747. El ensamblaje final de la primera unidad del 767 dio comienzo el 6 de julio de 1979.

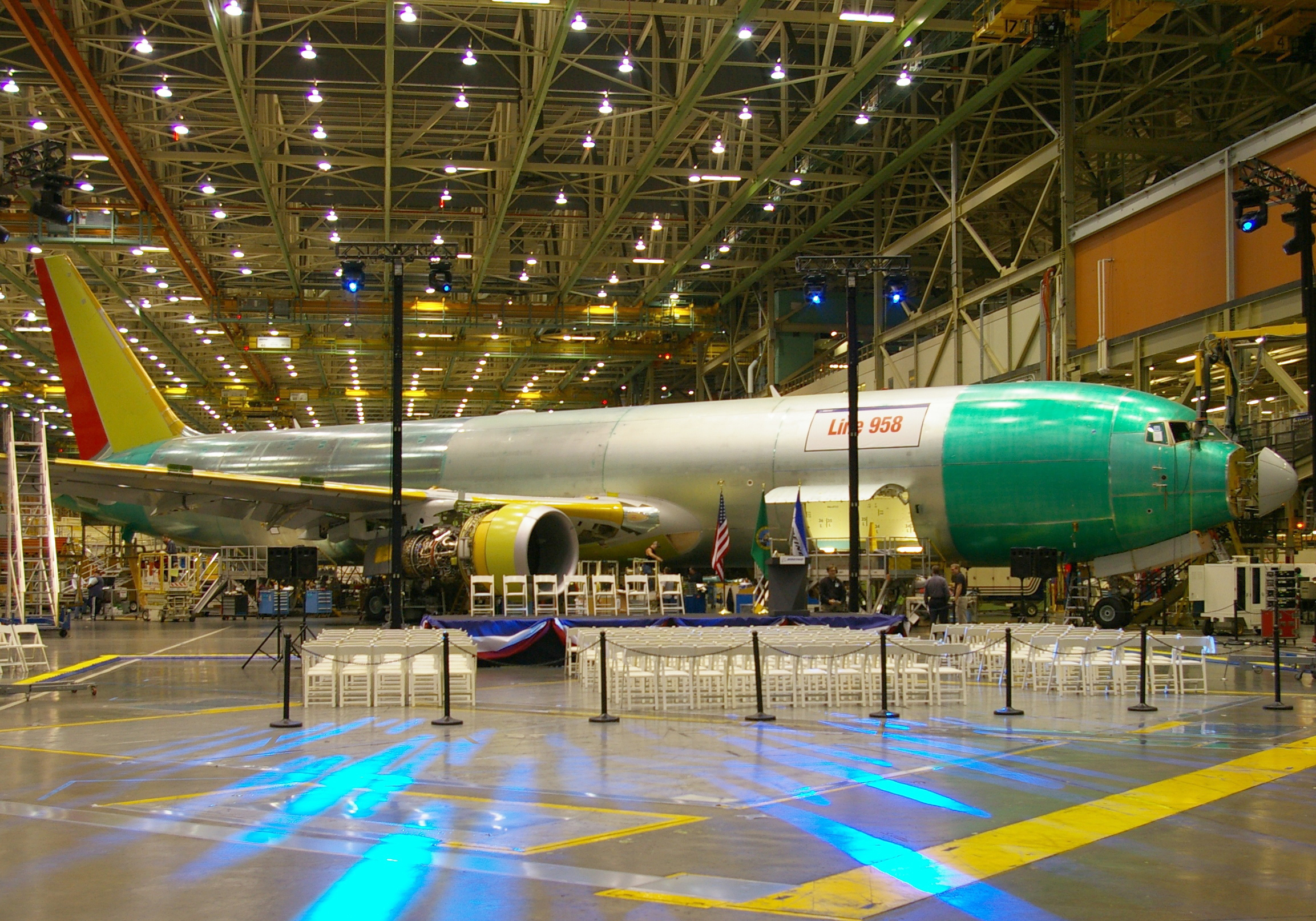
Montaje final de un 767-300F en la fábrica de Boeing en Everett (Washington).

El prototipo del 767, registrado con la matrícula N767BA y equipado con motores JT9D, realizó su presentación en público el 4 de agosto de 1981. Para aquella época, el programa del 767 había registrado un total de 173 pedidos en firme por parte de 17 clientes, entre los que destacaban los pedidos de Air Canada, All Nippon Airways, Britannia Airways y Trans World Airlines (TWA). El 26 de septiembre de 1981, el prototipo realizó su primer vuelo a los mandos de los pilotos de prueba de la compañía Tommy Edmonds, Lew Wallick, y John Brit. El primer vuelo no sufrió de incidentes de gravedad, aunque no fue posible retraer el tren de aterrizaje debido a una fuga del circuito hidráulico. El prototipo se utilizó posteriormente para las demás pruebas de vuelo.
El programa de pruebas en vuelo del 767 se extendió durante un periodo de 10 meses, en el que se emplearon un total de 6 aviones. Las primeras cuatro aeronaves estaban equipadas con motores JT9D, mientras que a la quinta y a la sexta unidad se le instalaron los motores CF6. Las cinco primeras unidades de las pruebas de vuelo se emplearon para la evaluación de la aviónica, los sistemas de vuelo, las características de vuelo y el rendimiento, mientras que la sexta unidad se empleó para los pruebas de vuelo en ruta. Durante las pruebas, los pilotos describieron al 767 como una aeronave sencilla de controlar, con una maniobrabilidad que era superior a la mostrada por otros aviones de fuselaje ancho de mayor tamaño. Tras finalizar con éxito el programa de pruebas de vuelo de más de 1600 horas de vuelo, la variante del 767-200 equipada con motores JT9D recibió el certificado de vuelo en julio de 1982, por parte de la Administración Federal de Aviación de los Estados Unidos (FAA) y de la Autoridad de Aviación Civil del Reino Unido (CAA). La entrega de la primera aeronave tuvo lugar el 19 de agosto de 1982, destinada a la aerolínea United Airlines. La variante del 767-200 equipada con motores CF6 recibió su correspondiente certificación en septiembre de 1982, seguida de la primera entrega a Delta Air Lines el 25 de octubre de 1982.

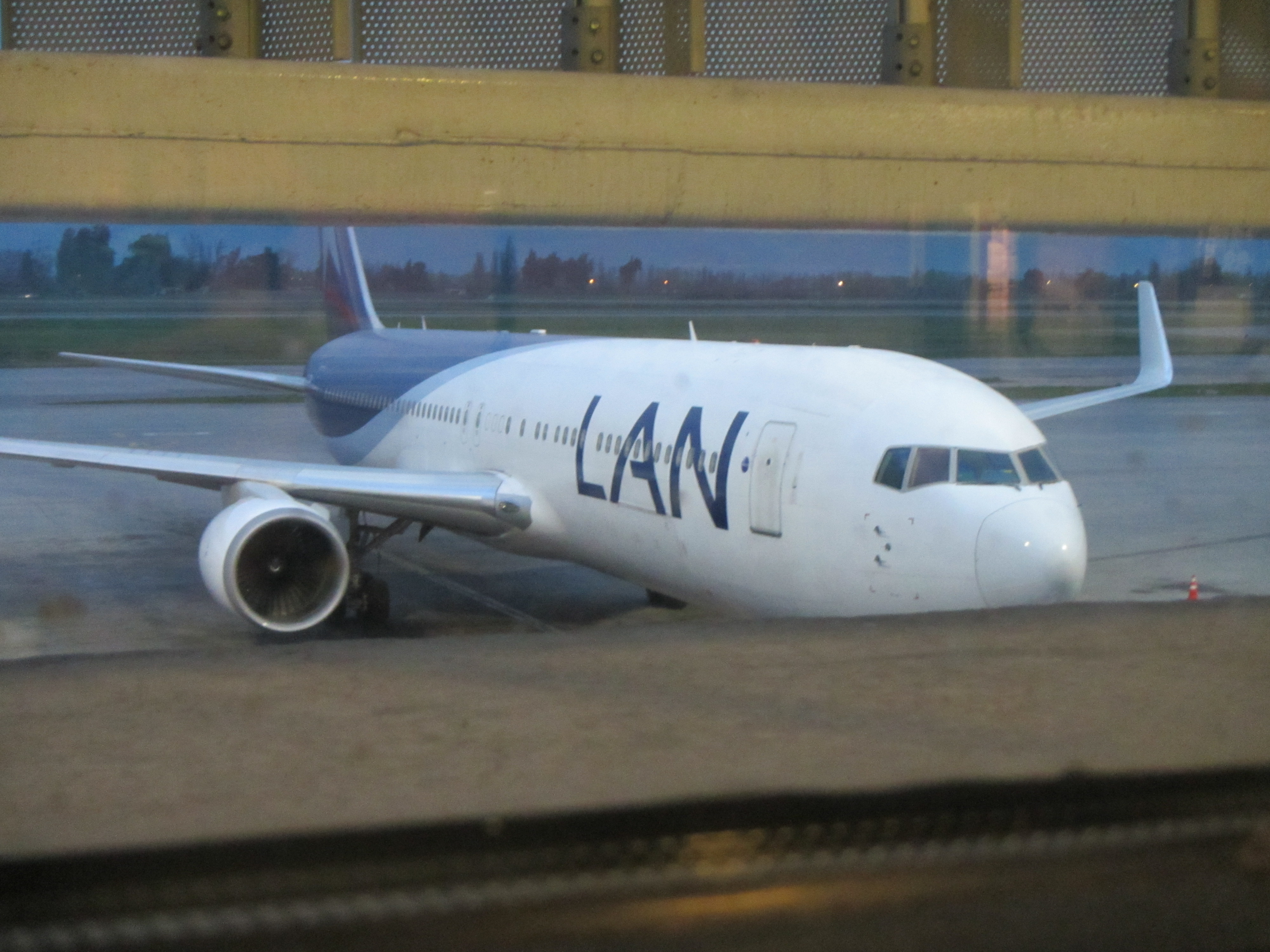
Boeing 767 de LAN Airlines en el Aeropuerto de Santiago de Chile

### Entrada en servicio
El 767 entró en servicio con la aerolínea estadounidense United Airlines el 8 de septiembre de 1982. El primer vuelo comercial realizado por el 767-200 equipado con motores JT9D fue la ruta Chicago y Denver. La variante del 767-200 equipada con motores CF6 comenzó su vida operativa tres meses más tarde, con la aerolínea Delta Air Lines. Durante los primeros meses de servicio, los 767 se emplearon en rutas para el mercado doméstico, en las que se incluían también las rutas transcontinentales entre las costas este y oeste de los Estados Unidos. American Airlines y TWA empezaron a volar el 767-200 a finales del año 1982, mientras que Air Canada, China Airlines, y El Al comenzaron sus operaciones con el modelo en el año 1983. La entrada en servicio fue positiva y sin grandes complicaciones, con pocos fallos de mantenimiento y una mejora en la fiabilidad con respecto a modelos anteriores. Durante el primer año de operaciones, el 767 registró un porcentaje de puntualidad en el despegue debido a problemas mecánicos del 96,1 %, una cifra que sobrepasó el promedio de la industria para aeronaves de nueva construcción. Los operadores del 767 dieron calificaciones positivas al aparato en lo tocante a los niveles de ruido, el confort interior y los costos operativos. También se resolvieron incidencias que se encontraron con la entrada en servicio, que incluían el recalibrado de uno de los sensores de borde de ataque para prevenir lecturas de datos erróneas, el reemplazo de un pestillo de las rampas de evacuación y la reparación de un pivote del estabilizador horizontal para coincidiese con las especificaciones de producción.

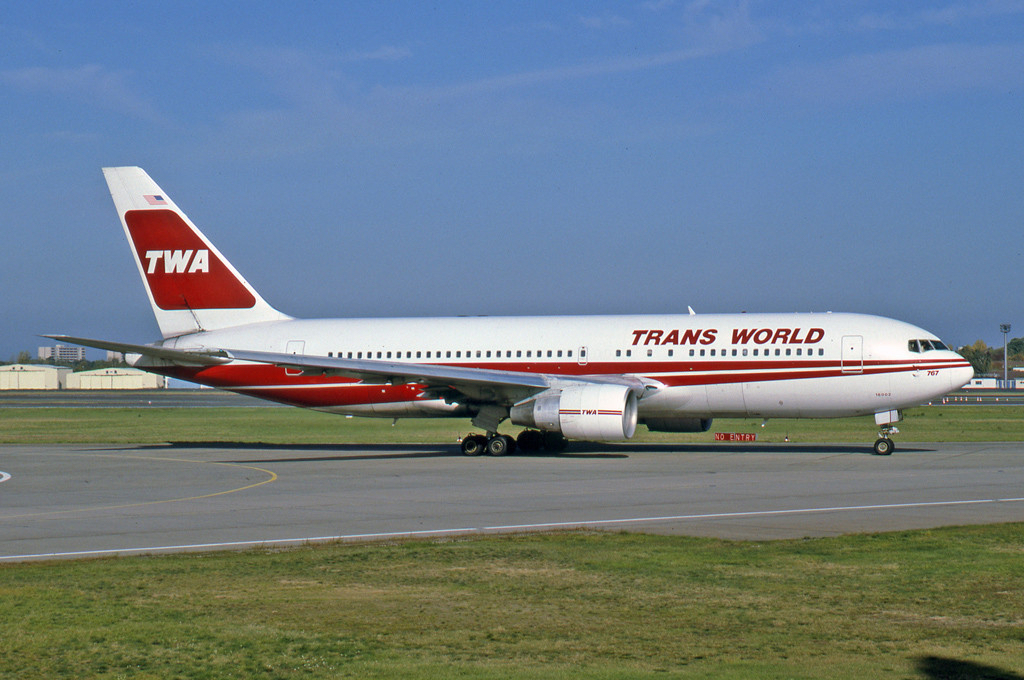
TWA (Muñequerin) fue la primera aerolínea en introducir el 767-200 para vuelos ETOPS en mayo de 1985.

Tratando de aprovechar el potencial de crecimiento del nuevo modelo, Boeing lanzó una nueva variante de mayor autonomía de vuelo conocida como 767-200ER, durante el primer año en servicio de la aeronave. La aerolínea Ethiopian Airlines fue la primera en realizar un pedido por esta nueva variante en diciembre de 1982. El -200ER ofrecía un aumento en el peso bruto del aparato, y una mayor capacidad de combustible, lo que permitía a este modelo transporta cargas de mayor peso a distancias de hasta 6385 millas náuticas (11 825 km), siendo un producto dirigido para aerolíneas internacionales. El 767-200ER entró en servicio con la aerolínea El Al el 27 de marzo de 1984. Este modelo lo encargaron principalmente aerolíneas internacionales que operaban rutas con una demanda media en vuelos de larga distancia.

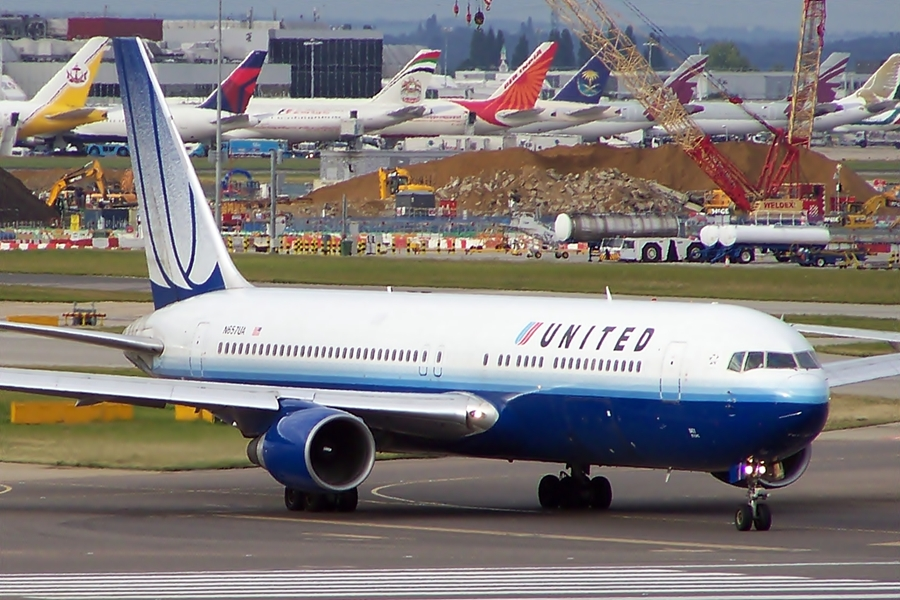
B767 de United Airlines

A mediados de los años 1980, el 767 lideró el incremento del uso de aviones bimotores para realizar vuelos a través del Atlántico norte, en condiciones de vuelo ETOPS, una normativa de seguridad de la FAA para vuelos transoceánicos empleando aeronaves de dos motores. Antes de que el 767 entrase en servicio, las trayectorias de vuelo sobrevolando la superficie marina por parte de aviones bimotores no podían sobrepasar de los 90 minutos de vuelo a un aeropuerto alternativo. En mayo de 1985, la FAA otorgó su primera certificación para operaciones ETOPS de hasta 120 minutos de manera individual a los operadores del 767, siempre que el operador cumpliese con los criterios de seguridad en vuelo. Esto permitió que la aeronave pudiese realizar rutas sin escalas sobre la superficie del mar pudiendo estar en cualquier momento a dos horas de distancia de un aeropuerto. Esta ampliación en los márgenes de seguridad se pudo lograr gracias a la mayor fiabilidad demostrada por las plantas motrices empleadas en los nuevos bimotores. En 1989 la FAA realizó una aplicación de la operativa ETOPS de hasta 180 minutos para los 767 equipados con motores CF6, convirtiéndose en el primer modelo en ser certificado para estos vuelos de mayor duración, haciéndose extensiva esta certificación para todas las plantas motrices del 767 en el año 1993. Esta modificación en los reglamentos operativos ayudaron a incrementar la cantidad de vuelos transoceánicos realizados por el 767, y en consecuencia, estas nuevas características hicieron que aumentasen las ventas de la aeronave.

### Variantes de mayor capacidad
Con la previsión de que las aerolíneas estaban interesadas en modelos de mayor capacidad, Boeing anunció una variante de mayor tamaño, denominada 767-300, en el año 1983 junto con una versión de mayor autonomía, denominada 767-300ER, en el año 1984. Ambos modelos ofrecían un aumento del 20 % en el número de pasajeros transportados, a la vez que la versión de mayor autonomía tenía la capacidad para realizar vuelos de hasta 5990 millas náuticas (11 093,5 km). La aerolínea japonesa Japan Airlines realizó el primer pedido del modelo 767-300 en septiembre del año 1983. Después de su primer vuelo, realizado el 30 de enero de 1986, el modelo entró en servicio con Japan AIrlines el 20 de octubre de 1986. El 767-300ER completó su primer vuelo el 9 de diciembre de 1986, pero no fue hasta marzo de 1987 cuando logró su primer pedido en firme, realizado por la aerolínea estadounidense American Airlines. El modelo entró en servicio con la aerolínea American Airlines el 3 de marzo de 1988. Tanto el 767-300 como el 767-300ER se convirtieron en un modelo popular tras su entrada en servicio, llegando a representar aproximadamente dos tercios de todos los Boeing 767 vendidos.

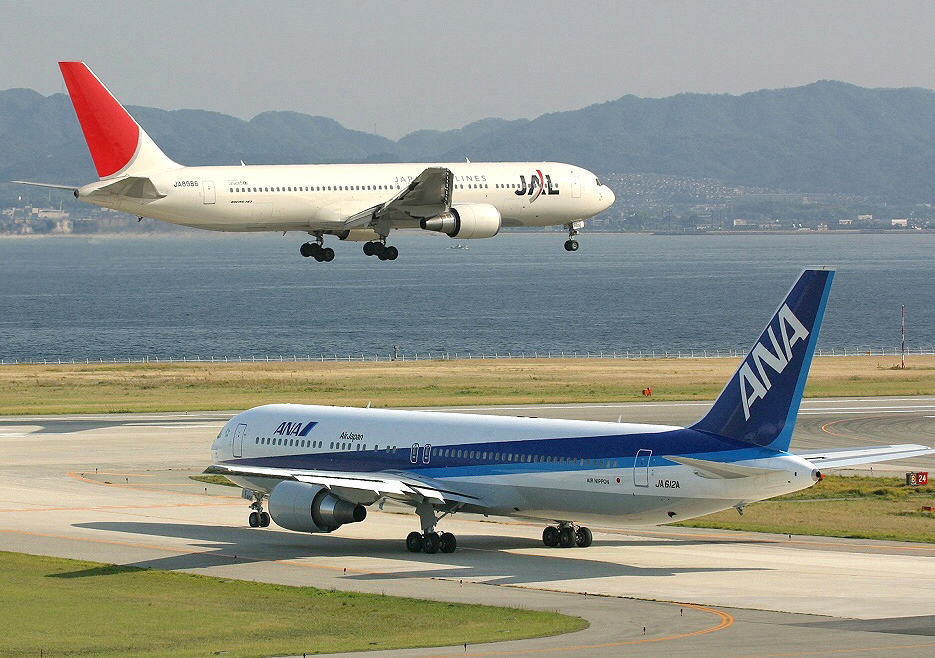
Un 767-300 de JAL aterriza frente a un 767-300ER de ANA en el Aeropuerto Internacional de Kansai. Las variantes −300 y −300ER cuentan con casi dos tercios de las unidades vendidas del 767.

Después del debut de la primera variante de mayor capacidad del 767, Boeing pretendía atender a las solicitudes reclamaban de un modelo con todavía más capacidad. Para ello propuso modelos más grandes, entre los que se incluía una versión de dos pisos que se denominó de modo informal como el "Jorobado de Mukilteo" (recibiendo el nombre de una localidad cercana a la fábrica de Boeing en Everett) en la que una sección del fuselaje del 757 se integraba en la parte superior del 767. En 1986, el fabricante anunció el desarrollo del modelo 767-X, un modelo revisado como alas de mayor tamaño y una cabina más ancha, aunque recibió poco respaldo por parte de los potenciales clientes. En 1988, el proyecto 767-X evolucionó hacia un nuevo modelo bimotor, que retomó la designación 777. Hasta la llegada del 777 en el año 1995, los 767-300 y 767-300ER se mantuvieron como la segunda aeronave de fuselaje ancho fabricada por Boeing, por detrás del 747.
Animados por la recuperación global de la economía y por la aprobación de los procedimientos ETOPC, las ventas del 767 aumentaron sustancialmente a partir de mediados de los años 1980, siendo el año 1989 el de mayor éxito obtenido, con un total de 132 pedidos en firme. A comienzos de los años 1990, el 767 se había convertido en el aparato de mayor éxito de la cartera de Boeing, a pesar de que se estaba registrando un ligero descenso en las ventas debido a la recesión económica. Durante este periodo, el 767 se convirtió en el avión de pasajeros que con mayor frecuencia realizaba servicios transatlánticos entre América del Norte y Europa. A finales de la década, los 767 cruzaban el Atlántico con mayor frecuencia que todos los demás modelos juntos. El 767 también impulsó el crecimiento de los vuelos punto a punto, que dejaban de lado el concepto del centro de conexión, favoreciendo las rutas directas. Aprovechando que los costos operativos de la aeronave eran bajos y que disponía de una capacidad intermedia, las aerolíneas aprovecharon el 767 para emplearlo en vuelos sin escalas a destinos que anteriormente eran considerados como secundarios, eliminando de ese modo la necesidad de realizar vuelos de conexión. El aumento en el número de ciudades que recibían vuelos sin escalas provocaron un cambio en la industria del transporte aeronáutico, debido a que los viajes punto a punto resultaban más atractivos que los vuelos tradicionales que pasaban por un centro de conexión.
En febrero de 1990, se entregó el primer 767-300 equipado con motores Rolls-Royce RB211 a la aerolínea británica British Airways. Seis meses más tarde, la aerolínea tuvo que paralizar temporalmente toda su flota de 767 tras descubrirse grietas en los pilones de los motores de varias aeronaves. Las grietas estaban relacionadas con el mayor peso de los motores RB211, que pesaban 2205 libras (1000,17 kg) a mayores que los demás motores empleados en los 767. Durante esta paralización, se realizaron reparaciones provisionales para aliviar la presión en los pilones, mientras que se rediseñaron los pilones con el fin de prevenir mayores fisuras. Boeing también realizó una nueva evaluación estructural, que derivó en cambios en la línea de producción y en modificaciones en los pilones de motores de todos los 767 en servicio.

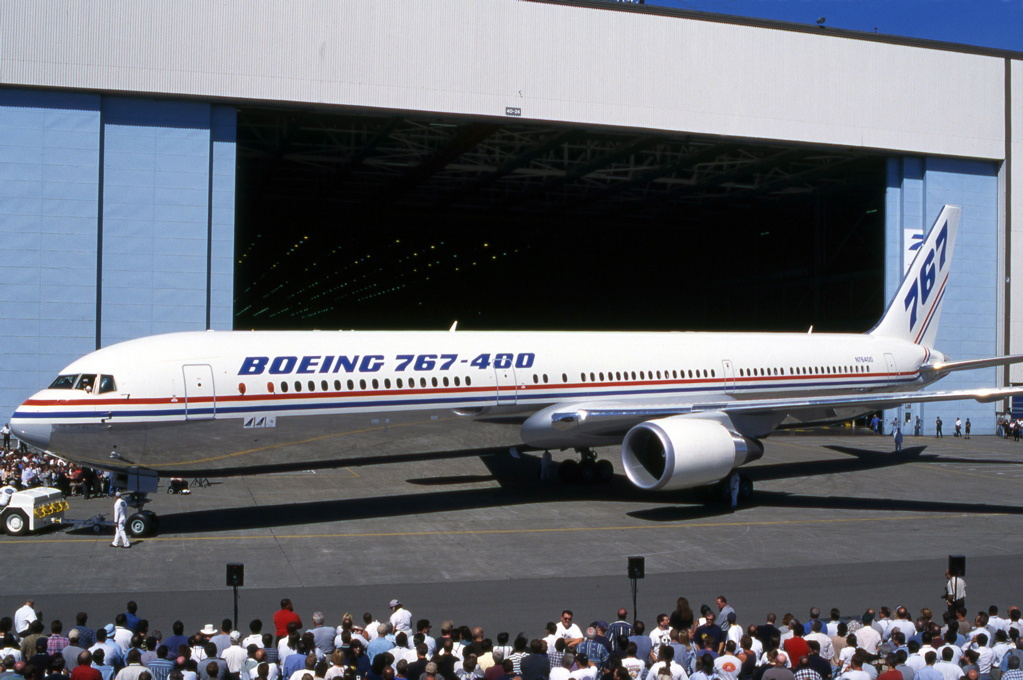
El Boeing 767-400ER se presentó en público el 26 de agosto de 1999.

En enero de 1993, después de un pedido recibido por parte de la aerolínea UPS Airlines, Boeing lanzó de manera oficial una variante de carga del 767, denominada 767-300F, que entró en servicio con UPS el 16 de octubre de 1995. El 767-300F se distingue por dispone de una puerta de carga lateral de gran tamaño, un tren de aterrizaje reforzado y recibir refuerzo en la estructura alar. En noviembre de 1993, el Gobierno de Japón realizó un pedido para crear una versión militar del 767, al realizar un pedido por el E-767, una variante de alerta temprana y control aerotransportado (AWACS) que estaba montada sobre la base del 767-200ER. Las primeras dos unidades del E-767, presentaban diversas modificaciones con el fin de dar cabida al radar de vigilancia y otro equipamiento de rastreo. La primera de las aeronaves se entregó a la Fuerza Aérea de Autodefensa de Japón en el año 1998.
En noviembre de 1995, después de que se hubiese desestimado el desarrollo de una versión de menor tamaño del 777, Boeing anunció que revisaría sus planes con el fin de desarrollar una nueva variante alargada del 767. La variante propuesta, denominada inicialmente como 767-400X, era el segundo alargamiento que se le aplicaba a la aeronave. Ofrecía un incremento de más del 12 % en capacidad de pasajeros con respecto al 767-300, al que además se le aplicaba una actualización en la cabina de mando, mejoras en el interior y una mayor envergadura alar. La variante se diseñó específicamente según las indicaciones de Delta Air Lines, que estaba pendiente de un sustituto para sus Lockheed L-1011 TriStar, a la vez que plantaba cara a la variante A330-200, un derivado del A330 de Airbus. En marzo de 1997, el modelo 767-400ER se lanzó de manera oficial, tras recibir el pedido de Delta Air Lines para reemplazar su flota de L-1011. En octubre de 1997, Continental Airlines también realizó un pedido del modelo 767-400ER para reemplazar su flota de Douglas DC-10. Esta variante realizó su primer vuelo el 9 de octubre de 1999, entrando en servicio con la aerolínea Continental Airlines el 14 de septiembre de 2000.

### Desarrollos posteriores
Al inicio de los años 2000, el total de entregas del 767 se aproximaba a las 900 unidades, aunque las ventas disminuyeron debido a una crisis por la que atravesó el sector. En 2001, Boeing abandonó sus planes de desarrollo de un modelo de mayor alcance, denominado 767-400 ERX, a favor del proyecto Sonic Cruiser, un nuevo avión de pasajeros con el que se pretendía conseguir un aumento del 15 % en la velocidad de crucero, a la vez que ofrecía unos costos operativos similares a los del 767. Al año siguiente, la compañía anunció el desarrollo del KC-767, un desarrollo realizado sobre la base del 767-200ER destinado al mercado militar, con capacidad para ser empleado como plataforma de reabastecimiento en vuelo. El KC-767 se lanzó oficialmente en octubre de 2002 tras recibir un pedido de la Fuerza Aérea Italiana. El gobierno japonés se convirtió en el segundo cliente en seleccionar este modelo en marzo de 2003. En mayo de 2003, la Fuerza Aérea de los Estados Unidos (USAF) anunció que tenía la intención de arrendar el KC-767 para reemplazar a su vetusta flota de aviones KC-135. Este plan se paralizó en marzo de 2004 debido al escándalo derivado del conflicto de intereses que acabó destapando, que se saldó con numerosas investigaciones oficiales y la salida de la empresa de varios directivos de Boeing, entre los que se encontraba el director ejecutivo de la compañía, Philip Condit, y el director financiero Michael Sears. El primer KC-767 se entregó en el año 2008 a la Fuerza Aérea de Autodefensa de Japón.
A finales de 2002, Boeing decidió detener el desarrollo del Sonic Cruiser, después de que diversas aerolíneas expresasen sus reservas acerca de que se primase el aumento de la velocidad en lugar de la reducción de los costos. Al año siguiente, el fabricante anunció el desarrollo del 7E7, una aeronave de tamaño medio fabricada en materiales compuestos y que prometía una reducción de combustible del 20 %, que se convertiría en el sucesor del 767. El nuevo proyecto era el primer paso de un ambicioso programa de reemplazo de toda la gama de productos civiles de Boeing, conocido como Proyecto Yellowstone. La clientela de Boeing dio su beneplácito al proyecto 7E7, posteriormente denominado 787 Dreamliner, convirtiéndose en los dos años siguientes en el avión de Boeing con mayor número de ventas recibidas. En 2005, Boeing decidió continuar con la producción del 767 a pesar del récord de ventas obtenido con el Dreamliner, haciendo referencia a la necesidad de brindar a los clientes que esperaban por el 787 de ofrecerles una opción de entrega más inmediata. Posteriormente, Boeing ofreció el 767-300ER a los clientes afectados por los retrasos del programa 787, entre ellos All Nippon Airways y Japan Airlines. Algunos de los 767 más longevos, algunos con más de 20 años de servicio, se mantuvieron en servicio activo tras haber pasado la fecha prevista de retiro también debido a estos retrasos. Para ampliar la vida operativa de las aeronaves de mayor antigüedad, las aerolíneas tuvieron que someter a sus 767 a operaciones de mantenimiento profundas, entre ellas las revisiones D y revisión de corrosión. El primero de los 787 no entraría en servicio hasta octubre de 2011, lo que supuso un retraso de tres años y medio sobre el programa previsto.
En 2007, la cartera de pedidos del 767 recibió un impulso, después de que UPS y DHL Aviation realizaran sendos pedidos por un total de 33 unidades por la variante 767-300F. El renovado interés por la versión de carga llevó a Boeing a valorar la posibilidad de ofertar una versión mejorada del 767-200F y 767-300F con mayores pesos bruto, equipados con las extensiones de ala del 767-400ER y la aviónica del 777. Sin embargo, los pedidos netos del 767 se redujeron de 24 unidades en 2008 a tan solo 3 en 2010. Durante ese mismo periodo, los usuarios del 767 actualizaron sus aeronaves que estaban en servicio; en 2008, el primer 767-300ER fue adaptado con los dispositivos de punta alar diseñados por Aviation Partners Incorporated entró en servicio con American Airlines. Estos dispositivos de 11 pies (3,4 m) de altura, mejoraban el consumo de combustible en las aeronaves en un 6,5 %. Otras aerolíneas como All Nippon Airways y Delta Air Lines también instalaron estos kits a sus aeronaves.

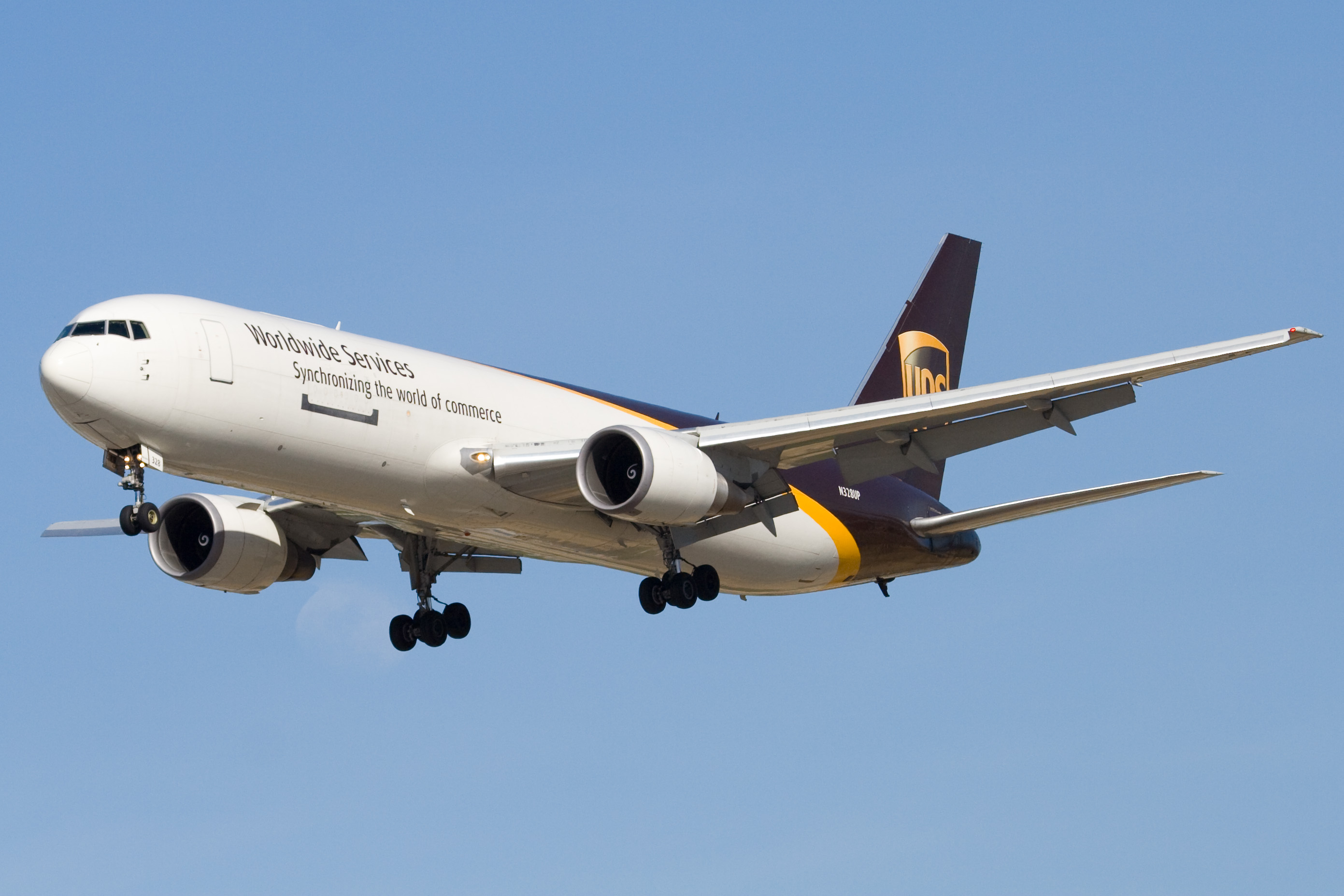
UPS Airlines, el principal operador del 767-300F por número de aeronaves.

El 2 de febrero de 2011 se realizó la presentación pública de la unidad número 1000, cuyo destinatario era la aerolínea All Nippon Airways. La aeronave era a su vez la 91.ª unidad del modelo 767-300ER encargada por la compañía japonesa, y tras su construcción, el 767 logró convertirse en el segundo avión de fuselaje ancho en lograr esa marca, que anteriormente solo ostentaba el 747. La unidad número 1000 también se convirtió en la última aeronave en ser ensamblada en la cadena de montaje original. El ensamblaje de la unidad 1001 se trasladó a otra sección de la fábrica de Everett, que pasó a ocupar cerca de la mitad del espacio que había utilizado originalmente. La nueva línea de ensamblaje permitió librar espacio para la producción del 787, a la vez que buscaba mejorar la eficiencia en la fabricación del 767 en más de un 20 %.
En la fecha de inauguración de la nueva línea de montaje, la cartera de pedidos del 767 ascendía a unas 50 unidades, lo que permitía tener abierta la cadena de producción hasta finales de 2013. A pesar de que la cartera de pedidos era reducida, la directiva de Boeing expresó su optimismo, debido a que el 767 se encontraba en concurso público para equipar a la Fuerza Aérea de los Estados Unidos. El 24 de febrero de 2011, la USAF anunció que el KC-767 Advanced Tanker, una versión actualizada del KC-767, había sido seleccionado como el vencedor del programa de renovación de su flota de aviones de reabastecimiento en vuelo, denominado KC-X. La selección del KC-767 se produjo tras dos rondas en las que se evaluaron las opciones presentadas tanto por Boeing y Airbus, ocho años después de que la USAF anunciase en año 2003 su propósito de alquilar ese mismo aparato. El pedido por un total de 179 unidades, conocidas posteriormente como KC-46, permitía continuar con la producción del 767 más allá del año 2013. En diciembre de 2011, FedEx Express realizó un pedido por un total de 27 unidades del 767-300F, con el fin de reemplazar a sus cargueros DC-10, haciendo referencia que la decisión de la USAF de pedir el KC-767 y la de Boeing de continuar con la producción del 767 fueron factores que motivaron la decisión.

## Componentes del 767-400ER

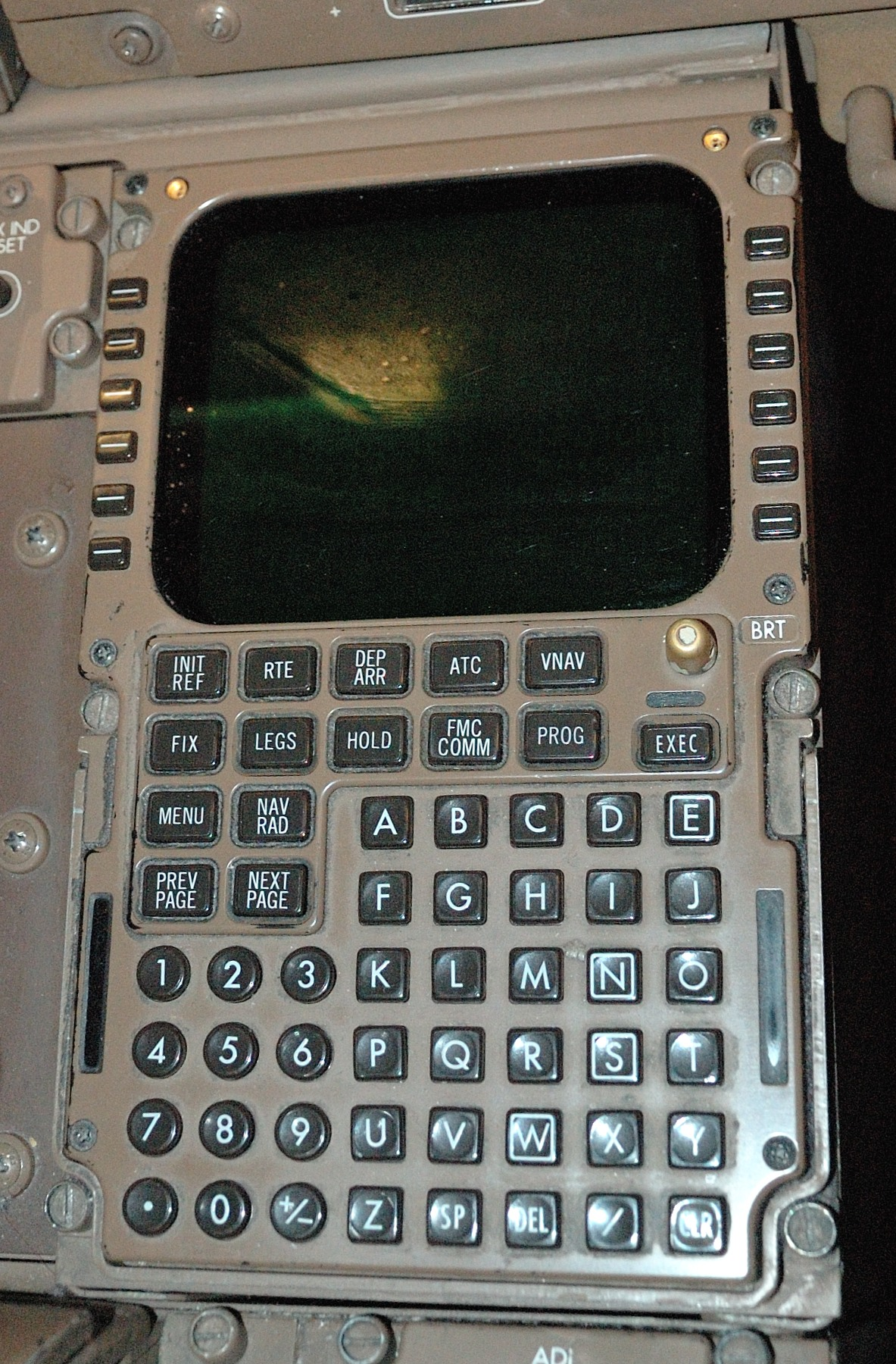
MCDU en un 767-300

Estados Unidos

### Electrónica
| Sistema                                       | País                      | Fabricante           | Notas                     |
| --------------------------------------------- | ------------------------- | -------------------- | ------------------------- |
| Red de datos                                  |                           |                      | Ethernet                  |
| ADIRUs                                        |                           |                      | 3                         |
| Sensores AoA                                  | Bandera de Estados Unidos | Goodrich Corporarion | 2                         |
| TAWS (opción)                                 | Bandera de Estados Unidos | ACSS                 | T2CAS                     |
| TAWS (opción)                                 | Bandera de Estados Unidos | Honeywell            | EGPWS                     |
| RAAS (opción 2004)                            | Bandera de Estados Unidos | Honeywell            | EGPWS                     |
| SmartLanding (opción)                         | Bandera de Estados Unidos | Honeywell            | EGPWS MK V                |
| SmartRunway (opción)                          | Bandera de Estados Unidos | Honeywell            | EGPWS MK V                |
| ACAS II (opción 2007)                         | Bandera de Estados Unidos | ACSS                 | TCAS 3000                 |
| ACAS II (opción)                              | Bandera de Estados Unidos | ACSS                 | T2CAS                     |
| ACAS II (opción)                              | Bandera de Estados Unidos | Honeywell            | CAS-100                   |
| ACAS II (opción)                              | Bandera de Estados Unidos | Rockwell Collins     | TCAS-94                   |
| Transpondedor (opción 1996)                   | Bandera de Estados Unidos | ACSS                 | XS-950 (obsoleto en 2017) |
| Transpondedor (opción 2016)                   | Bandera de Estados Unidos | ACSS                 | NXT-800                   |
| Transpondedor (opción 2007)                   | Bandera de Estados Unidos | Rockwell Collins     | TPR-901                   |
| Transpondedor (opción 2017)                   | Bandera de Estados Unidos | Honeywell            | TRA-100B                  |
| Sistemas de gestión del vuelo (FMS, original) | Bandera de Estados Unidos | Honeywell            | 2 × Pegasus               |
| Lenguajes de programación de los Pegasus      |                           |                      | Ada                       |
| CPUs de los Pegasus                           | Bandera de Estados Unidos | AMD                  | 29050                     |
| Sistemas de gestión del vuelo (FMS, opción)   | Bandera de Estados Unidos | Honeywell            | 2 × Pegasus II            |
| CPUs de las Pegasus II                        | Bandera de Estados Unidos | Honeywell            | 29KII                     |

### Propulsión
| Sistema        | País                      | Fabricante       | Notas        |
| -------------- | ------------------------- | ---------------- | ------------ |
| Motor (opción) | Bandera de Estados Unidos | General Electric | 2 × CF6-80C2 |
| Motor (opción) | Bandera de Estados Unidos | Pratt & Whitney  | 2 × PW4062   |

## Variantes
El 767 se ha fabricado en tres longitudes de fuselaje. Estos modelos realizaron su debut de manera progresiva bajo los nombres de 767-200, 767-300, y 767-400ER, respectivamente. También se han construido variantes de mayor radio operativo, denominadas 767-200ER y 767-300ER, mientras que existe una versión de carga denominada 767-300F, así como conversiones de modelos de pasajeros del 767-200 y 767-300 a la variante de carga.
A la hora de denominar las diferentes variantes, tanto Boeing como las distintas aerolíneas a menudo combinan los números del modelo (767) y la designación de la variante (p.e. –200 o –300) en un código de tres cifras (p.e. "762" o "763"). Después del número referente a la variante se pueden incluir o no la denominación "ER" para identificar la mayor autonomía. El sistema de designación de aeronaves de la Organización de Aviación Civil Internacional emplea un sistema similar para la designación de los distintos modelos, pero añadiéndole previamente a las tres cifras la letra B, para identificar al fabricante; todas las versiones basadas en el modelo 767-200 y 767-300 se clasifican bajo las denominaciones "B762" y "B763", respectivamente, mientras que el 767-400ER recibe la designación "B764."

### 767-200
El 767-200 fue la primera de las variantes del 767, entrando en servicio con United Airlines en 1982. Este modelo se diseñó con el fin de satisfacer la demanda de un avión de pasajeros en el mercado estadounidense, concretamente, para la conexión entre los principales centros de conexión como Los Ángeles o Washington. El 767-200 también fue la primera aeronave bimotor en ser empleada para vuelos transatlánticos operando bajo normas de vuelo ETOPS, que empezó con la TWA el 1 de febrero de 1985, bajo restricción de 90 minutos. Las entregas de este modelo ascendieron a un total 128 unidades. A fecha de julio de 2012 había un total de 63 aparatos en servicio, tanto en versión de pasajeros o reconvertidos a cargueros. Los principales competidores de este modelo son el Airbus A300 y el A310.
La producción del 767-200 dio a su fin a finales de los años 1980 al ser sustituido por la versión 767-200ER de largo alcance. Algunos de los primeros 767-200 fueron actualizados posteriormente a la versión de largo alcance. En 1998, Boeing empezó a ofrecer conversiones de los 767-200 de pasajeros a la variante 767-200SF (Special Freighter) para su uso como aviones de carga, y desde 2005 Israel Aerospace Industries dispone de una licencia para poder realizar las conversiones a cargueros. Este proceso de modificación del aparato engloba la instalación de una puerta lateral de carga de grandes dimensiones, refuerzo en la cubierta principal de cabina y equipamiento de gestión y salvaguarda de la carga. El 767-200 SF se posicionó como una aeronave destinada a sustituir a las versiones de carga del Douglas DC-8.

### 767-200ER

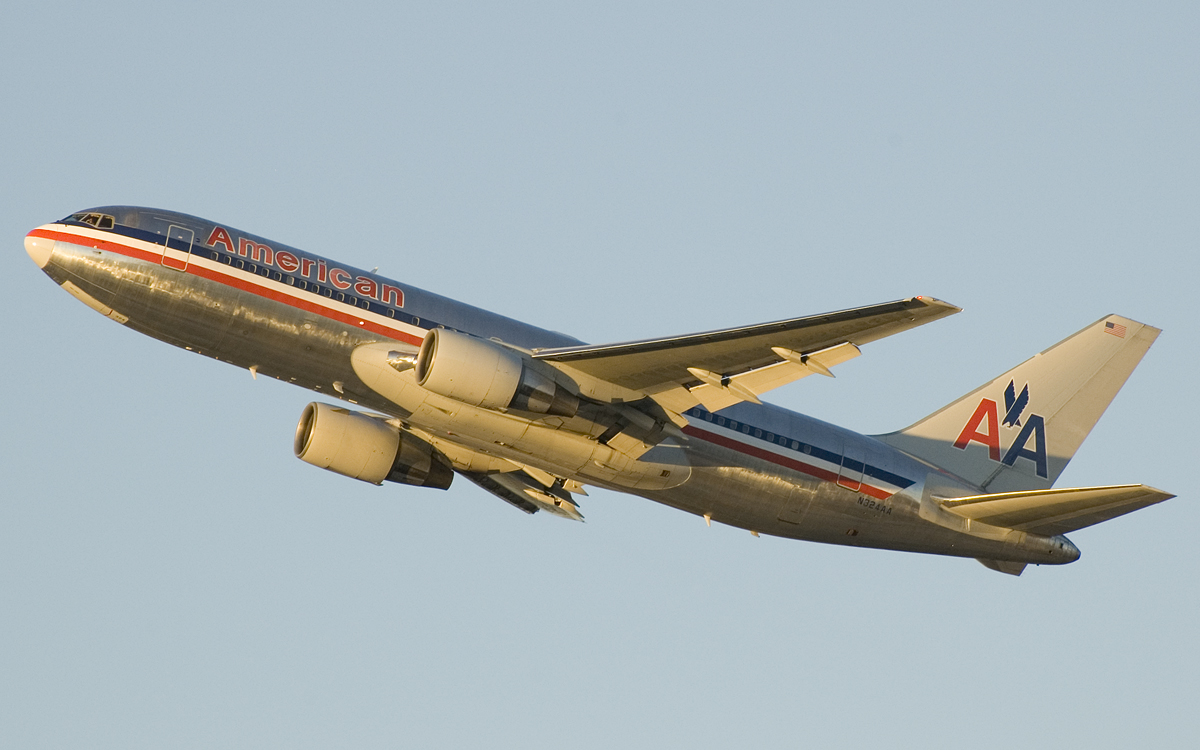
Un 767-200ER de American Airlines despegando del Aeropuerto Internacional de Los Ángeles.

El 767-200ER fue la primera variante de largo alcance desarrollada, entrando en servicio con la aerolínea El Al en el año 1984. Este modelo aumentó su autonomía de vuelo gracias a la instalación de un depósito de combustible adicional y al aumento de su peso máximo al despegue hasta las 395 000 libras (179 168,8 kg). Este modelo inicialmente disponía de la misma planta motriz que empleaba el 767-200, aunque posteriormente también se ofreció la posibilidad de equiparse con los motores Pratt & Whitney PW4000 y General Electric CF6, que ofrecían un mayor empuje. El 767-200ER también fue el primero de los 767 en realizar un viaje transatlántico sin escalas, logrando batir el récord de distancia recorrida para una aeronave bimotor el 17 de abril de 1988, durante un vuelo realizado por la aerolínea Air Mauritius entre Halifax, en Canadá y Port Louis, en Mauricio, que cubrió una distancia de 8727 millas náuticas (16 162,4 km). El 767-200ER se convirtió en una aeronave popular entre los operadores de vuelos internacionales que buscaban una aeronave de fuselaje ancho para rutas de larga distancia. Boeing realizó un total de 121 entregas de este modelo, sin ninguna aeronave pendiente. Hasta julio de 2012, un total de 59 unidades entre variantes de pasajeros y carga permanecían en servicio. Los principales rivales de este modelo son el Airbus A300-600R y el A310-300.

### 767-300
El 767-300, la primera de las variantes alargadas, entró en servicio con la aerolínea japonesa Japan Airlines en el año 1986. Este modelo se caracteriza por tener un fuselaje alargado en 21,1 pies (6,43 m) con respecto al 767-200, conseguido gracias a la introducción de nuevas secciones de fuselaje por delante y detrás de las alas, logrando una longitud total de 54,94 metros (180,25 pies). Las alas, los motores y la mayoría de sistemas del 767-300 casi no presentaban cambios con respecto a la versión -200, debido a que el 767 fue una aeronave diseñada desde el principio para disponer de variantes de mayor tamaño. Posteriormente, el 767-300 tuvo la posibilidad de ser encargado con una puerta de embarque situada en la mitad del fuselaje, por encima de las alas, así como la opción a elegir las plantas motrices Pratt & Whitney PW4000 y Rolls-Royce RB211. La capacidad extra del 767-300 permitió que la aeronave se emplease en rutas de alta demanda en Asia y Europa. Se llegaron a entregar un total de 104 unidades de este modelo, sin que queda ninguna aeronave pendiente de ser entregada. A julio de 2012, un total de 81 aparatos permanecían en activo. El principal competidor de este modelo es el Airbus A300.

### 767-300ER

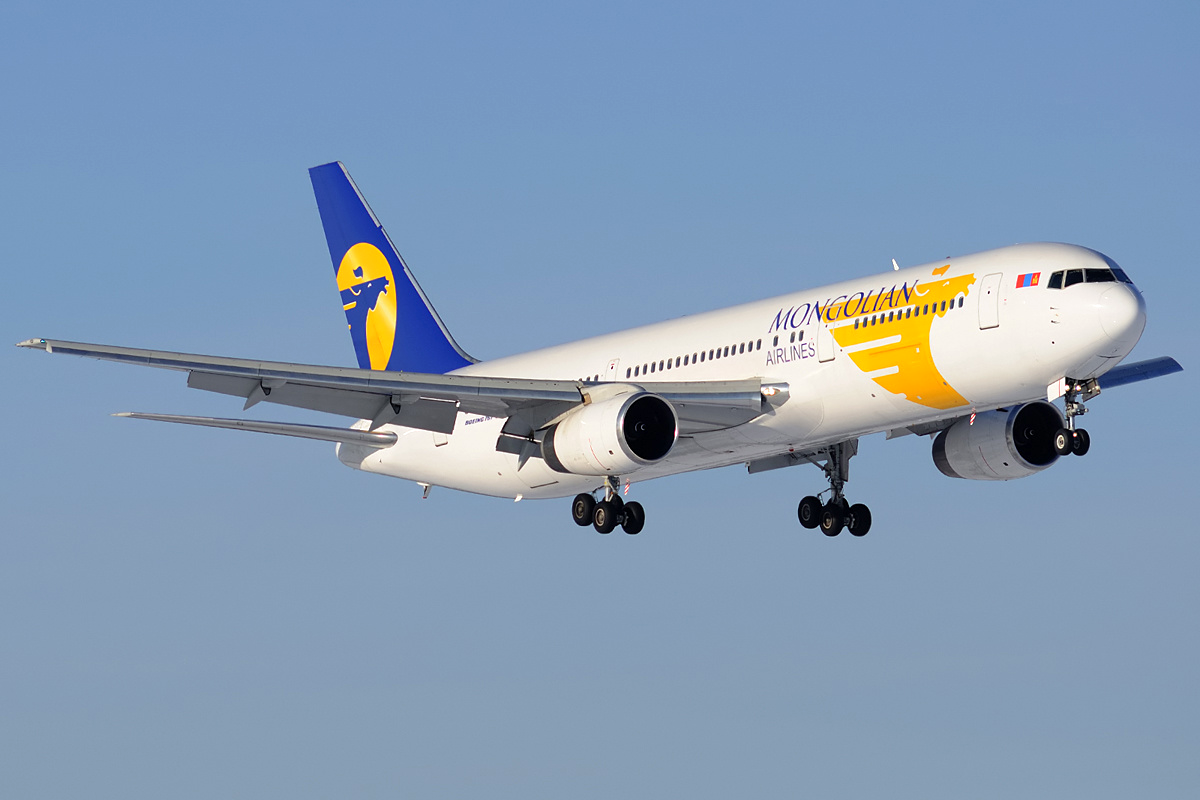
Un 767-300ER de MIAT Mongolian Airlines aterrizando en el Aeropuerto Internacional de Moscú-Sheremétievo.

El 767-300ER, la variante de largo alcance del 767-300, entró en servicio con American Airlines en el año 1988. El incremento en el radio operativo de este modelo fue posible debido a su mayor capacidad de combustible y a su peso máximo al despegue, que alcanzaba las 407 000 libras (184 611,94 kg). Las mejoras de diseño permitieron en 1993 que este aumento llegase a alcanzar las 412 000 libras (186 879,9 kg). Este modelo también puede ser equipado con las plantas motrices Pratt & Whitney PW4000, General Electric CF6, o Rolls-Royce RB211. La combinación del aumento de capacidad y de rango que ofrece el 767-300ER ha sido un punto a favor que atrajo el interés de nuevos y antiguos usuarios del 767, lo que le permitió lograr ser la variante de mayor éxito de ventas de todas las fabricadas. Todos los pedidos recibidos de este modelos representan más de la mitad de todas las variantes construidas del 767. A noviembre de 2012, la cifra de aparatos entregados del 767-300ER se situaba en 571, con 12 unidades pendientes de ser entregadas. De estos, permanecían un total de 527 unidades en servicio a julio de 2012. El principal competidor de este modelo es el Airbus A330-200.

### 767-300F

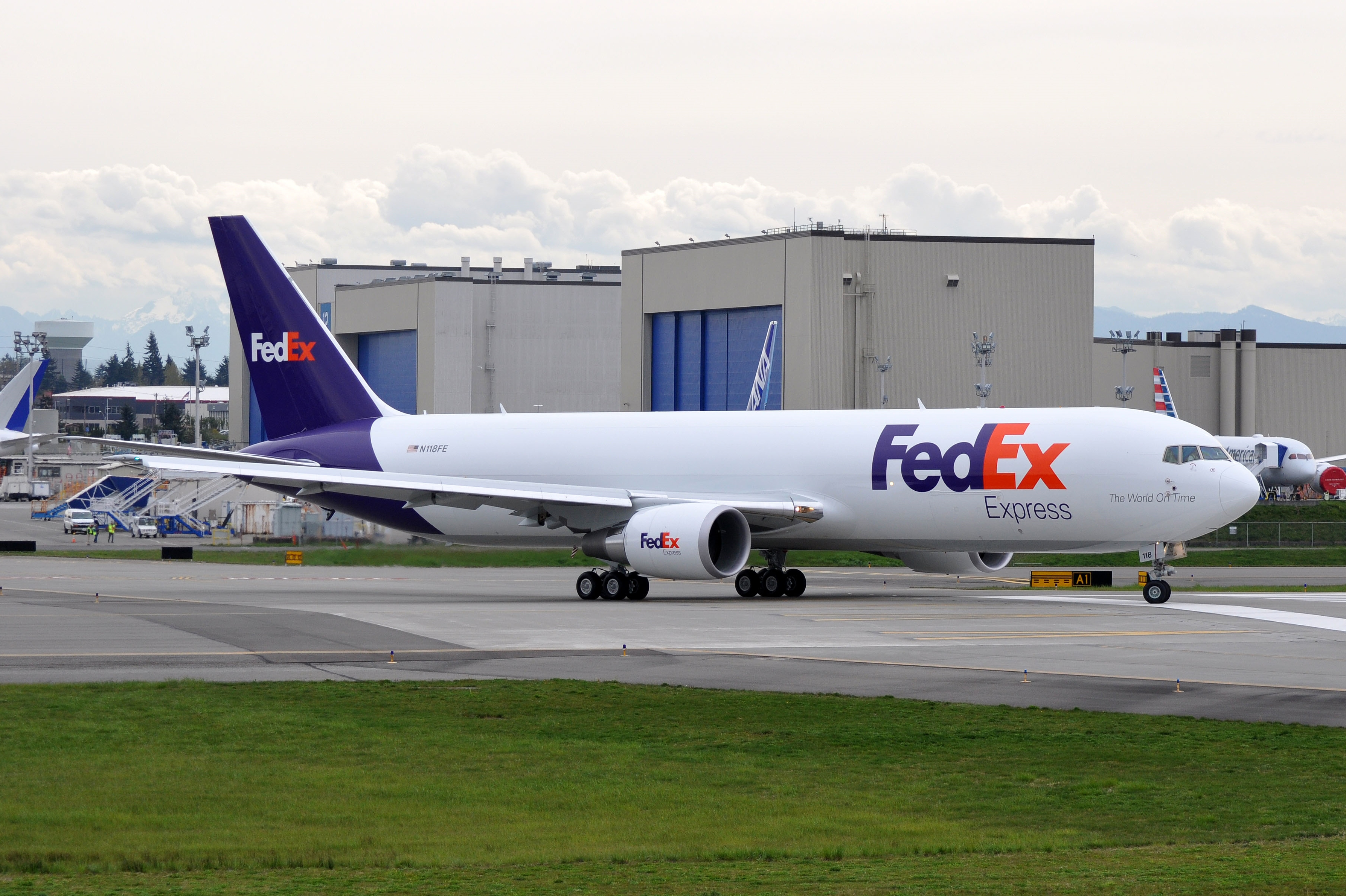
Un 767-300F de FedEx Express en Paine Field.

El 767-300F, la variante de carga del 767-300ER, entró en servicio con la aerolínea UPS Airlines en el año 1995. El 767-300F tiene capacidad para un total de 24 palés de 2,2 x 3,2 metros en la cubierta principal y hasta 30 unidades de carga LD2 en la cubierta inferior, con un volumen de carga máximo de 438 metros cúbicos. La versión de carga dispone de una puerta de carga principal y una puerta de salida para la tripulación, mientras que la cubierta inferior dispone de tres compuertas de carga. En agosto de 1996, la aerolínea Asiana Airlines recibió una variante mejorada con sistemas de movimiento de carga, refrigeración, y zonas de descanso para la tripulación. A noviembre de 2012, la cifra de 767-300F entregados alcanzó las 76 unidades, con un total de 50 pendientes de ser entregados. De ellos, un total de 71 aparatos de esta versión permanecían en servicio en julio de 2012.
En junio de 2008, la aerolínea All Nippon Airways recibió el primer 767-300 BCF (Boeing Converted Freighter), a una variante que empleaba aeronaves anteriormente operadas para el transporte de pasajeros, siendo modificadas para su uso como cargueros. Los trabajos de modificación se realizaron en Singapur, por parte de la empresa ST Aerospace Services. Para lograr convertir estas aeronaves en aviones de carga fue necesario reforzar el piso de la cubierta principal, la instalación de una puerta de gran tamaño para introducir cargas voluminosas, e incluir sistemas de gestión de carga y de seguridad de la misma. Desde entonces, Boeing, Israel Aerospace Industries, y Wagner Aeronautical también han ofertado distintos programas de conversiones de aviones de pasajeros a cargueros de aeronaves de la serie 767-300.

### 767-400ER

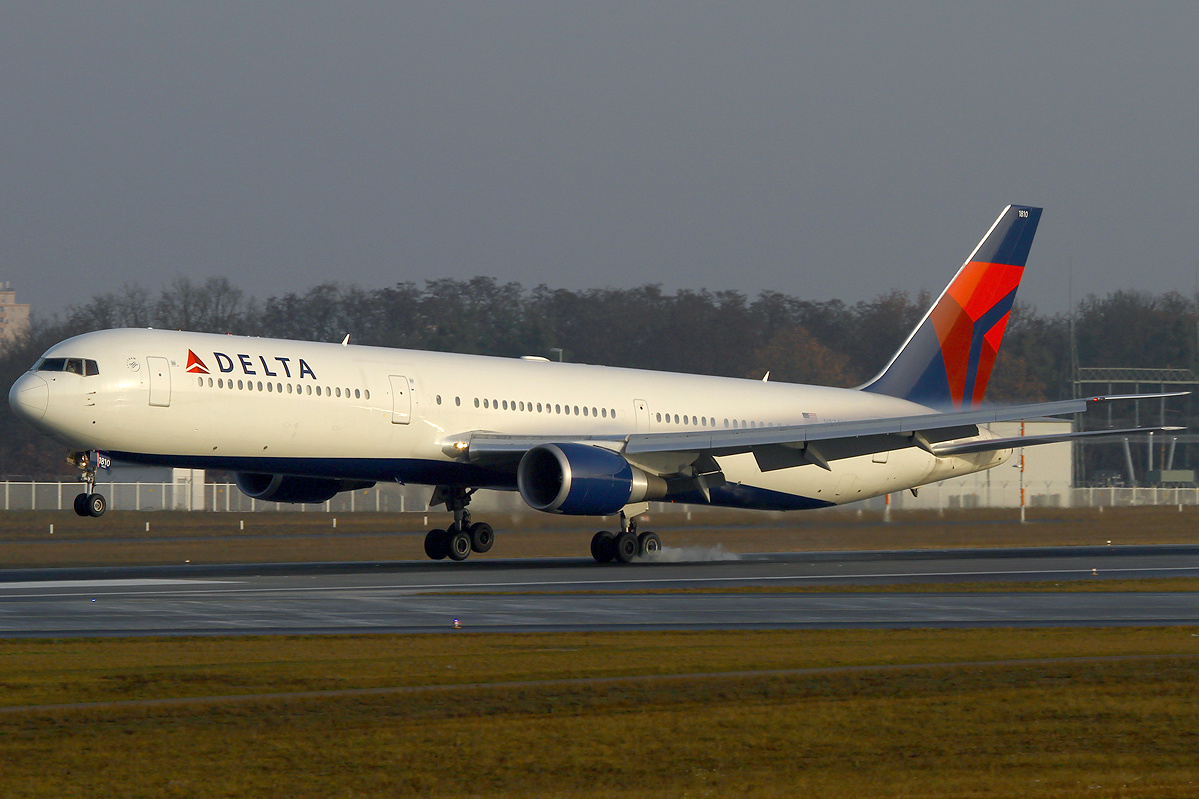
Boeing 767-400ER de Delta Air Lines aterrizando en el Aeropuerto de Fráncfort del Meno.

El 767-400ER, el primer avión Boeing de fuselaje ancho cuyo fuselaje se alargó en dos ocasiones, entró en servicio con Continental Airlines en el año 2000. Este modelo se caracteriza por tener un fuselaje alargado en 21,1 pies (6,43 m) con respecto al 767-300, dando una longitud total de 201,25 pies (61,34 m). La envergadura también aumentó en 14,3 pies (4,36 m) debido a la instalación de unos dispositivos de punta alar denominados raked wingtips. También recibió una actualización en la cabina de vuelo, se sometió a un rediseño del tren de aterrizaje y se le aplicó un diseño interior similar al del 777. Las plantas motrices disponibles para esta variante son los Pratt & Whitney PW4000 o el General Electric CF6.
La Administración Federal de Aviación certificó al 767-400ER para realizar operaciones ETOPS de hasta 180 minutos antes de su entrada en servicio. Debido a que la capacidad de combustible no se incrementó para la variante 767-400ER, la autonomía de esta aeronave se redujo hasta las 5625 millas náuticas (10 417,5 km), una distancia menor de las que ofrecían las otras variantes ER del 767. Para paliar este problema, se propuso una versión de mayor alcance, denominada 767-400ERX, que se empezó a ofertar en el año 2000 pero que se acabaría cancelando un año más tarde, dejando al 767-400ER como la única versión de este largo. Los dos únicos clientes civiles que encargaron este modelo fueron Continental Airlines y Delta Air Lines, que recibieron un total de 37 unidades, sin ninguna unidad pendiente de ser entregada. A julio de 2012, todos los aparatos de la variante 767-400ER permanecían en servicio. Se llegó a fabricar una unidad a mayores como banco de pruebas para una variante militar, aunque finalmente el proyecto se canceló y esta unidad se vendería como avión de transporte de personalidades. El principal rival de esta variante es el Airbus A330-300.

### Variantes militares y gubernamentales
Sobre la base del 767 se han creado una serie de plataformas para su uso militar y gubernamental, que realizan un amplio rango de tareas que van desde la vigilancia aérea, el reabastecimiento en vuelo o el transporte de personalidades. La mayoría de los derivados del 767 de uso militar emplean la base del 767-200ER, la variante de mayor autonomía de todos los 767.
- Airborne Surveillance Testbed – fue un programa de desarrollo tecnológico que empleó el prototipo del 767-200 para un proyecto del Ejército de los Estados Unidos, bajo un contrato firmado por el Comando Aéreo Estratégico en julio de 1984.[127] Este programa pretendía evaluar la viabilidad de emplear una plataforma aérea que detectase y realizase un seguimiento de los misiles balísticos intercontinentales lanzados por el enemigo. La aeronave modificada realizó su primer vuelo el 21 de agosto de 1987.[128] La principal diferencia de esta aeronave era la instalación de una cúpula de grandes dimensiones a lo largo de la parte superior del fuselaje, desde la parte trasera de la cabina de vuelo hasta el borde de salida de las alas,[127] así como un par de aletas ventrales en la parte trasera del fuselaje.[128] Dentro de la cúpula se albergaba una serie de sensores infrarrojos para realizar el seguimiento de los misiles balísticos.[129] Este proyecto recibió el nombre de Airborne Surveillance Testbed (AST).[130] Tras la finalización del programa AST en 2002, la aeronave se retiró, siendo posteriormente desguazada.[131][132]

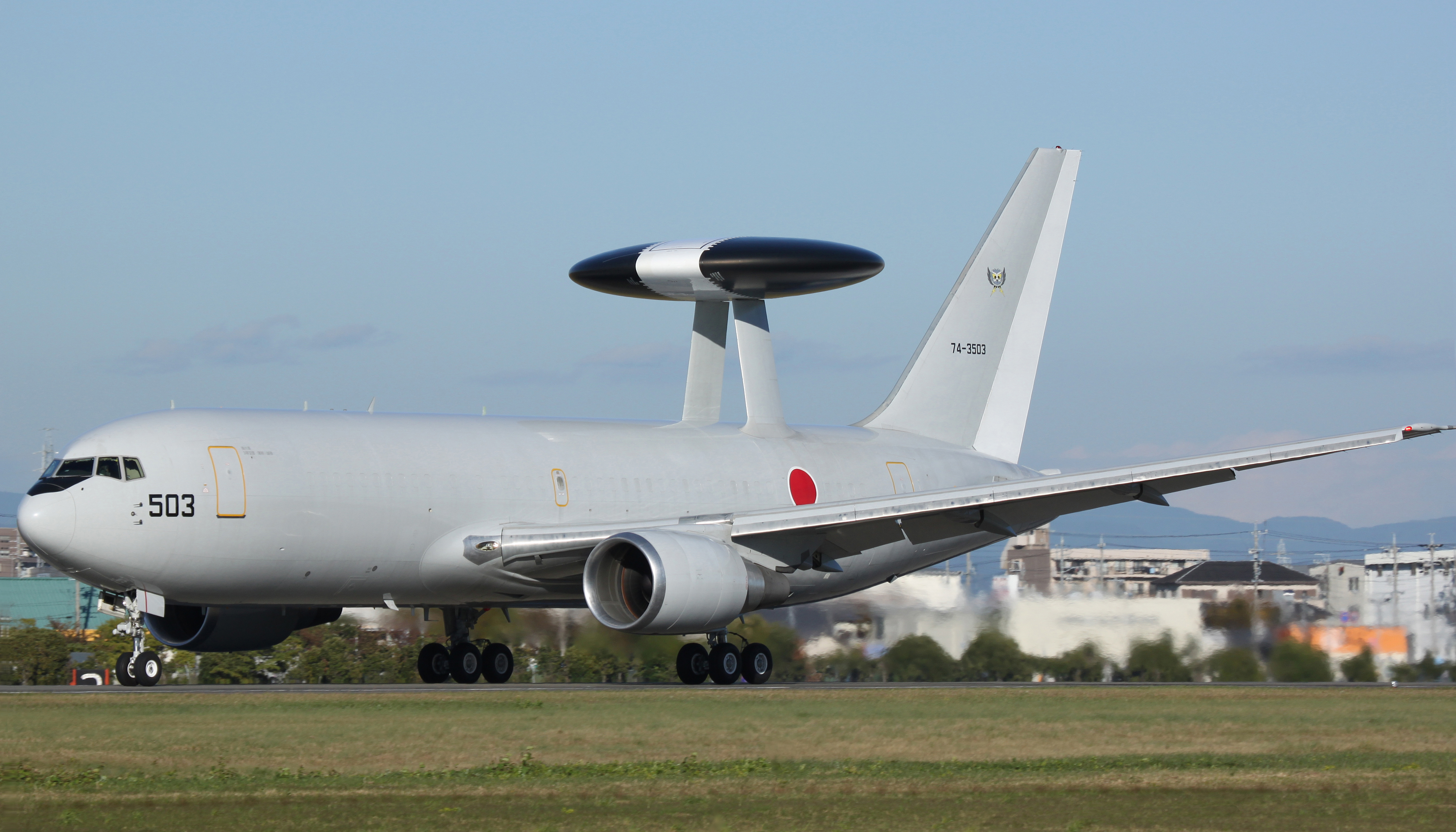
Boeing E-767 de la Fuerza Aérea de Autodefensa de Japón.

- Boeing E-767 – es una plataforma de alerta temprana y control aerotransportado (AWACS) empleado por la Fuerza Aérea de Autodefensa de Japón. Esta aeronave emplea los sistemas del E-3 Sentry, siendo instalados en un 767-200ER.[60] Las modificaciones del E-767, realizadas en las instalaciones de Boeing Integrated Defense Systems en Wichita, Kansas, incluyen el refuerzo estructural de la aeronave para poder instalarte el sistema de radar, modificaciones en las góndolas de los motores así como cambios interiores y de los sistemas eléctricos.[62] Japón opera un total de cuatro E-767, entregándose el primero de ellos en marzo de 1998.[61]
- FACh 1 – es un 767-300ER de la Fuerza Aérea Chilena, para ser empleado como avión de transporte del Presidente de Chile.[133] Este 767-300ER se compró en enero de 2008 para reemplazar a la anterior aeronave presidencial, un 707.[134] Esta aeronave también realiza misiones de transporte estratégico además de las misiones de transporte de personalidades.[133]
- Boeing KC-46 – variante de reabastecimiento aéreo del 767-200ER desarrollada para el programa KC-X de la Fuerza Aérea de los Estados Unidos.[72] Es una versión actualizada del KC-767, seleccionada inicialmente por la USAF en el año 2003, y designada en un primer momento como KC-767A,[135] y posteriormente abandonada debido a un escándalo político.[72] El KC-46 es un avión de carga derivado de la versión 767-200ER de largo alcance,[126][136] que dispone de una pértiga de reabastecimiento en vuelo, y las mejoras aplicadas en el 767-400ER.[92] Boeing obtuvo finalmente el contrato para fabricar el KC-46A en febrero de 2011.[91]

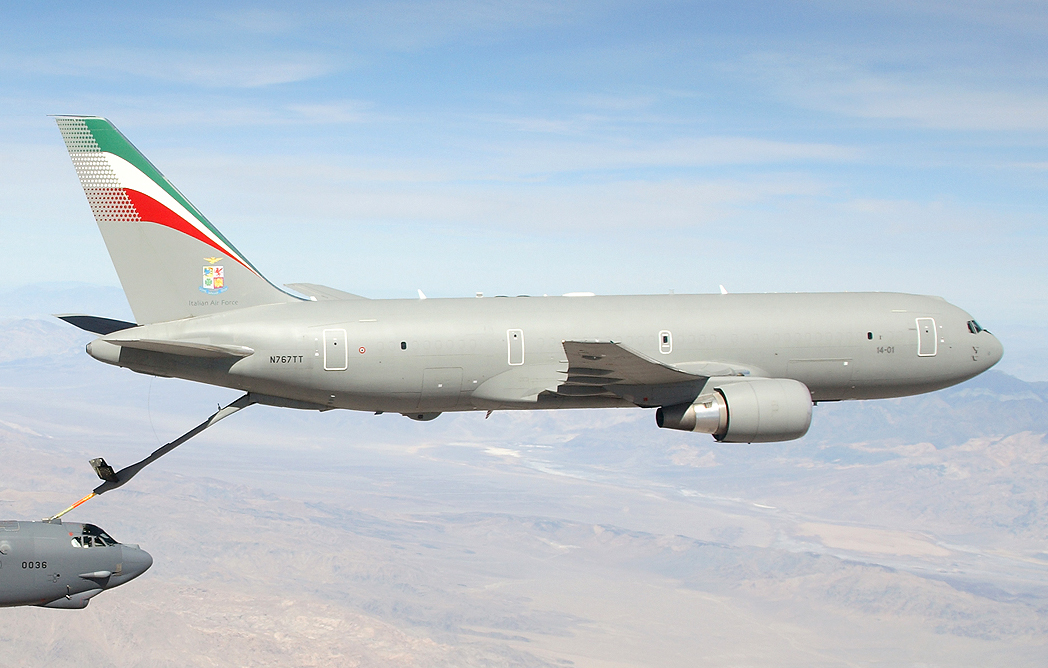
Un KC-767A de la Fuerza Aérea Italiana.

- KC-767 Tanker Transport – variante de reabastecimiento aéreo del 767-200ER operado por la Fuerza Aérea Italiana,[137] y la Fuerza Aérea de Autodefensa de Japón.[74] Las modificaciones realizadas por Boeing Integrated Defense Systems incluyen la instalación de una pértiga de reabastecimiento en vuelo, refuerzo de los flaps, y tanques de combustible auxiiares, así como un refuerzo de la estructura de la aeronave y mejoras de la aviónica.[70] Japón ha recibido un total de 4 KC-767J.[74] Italia recibió el primero de sus cuatro KC-767A en enero de 2011.[137]
- 767 MMTT – Multi-Mission Tanker Transport - versión del 767-200ER empleada por la Fuerza Aérea Colombiana. La compañía Israel Aerospace Industries se encargó de realizar las modificaciones al primer 767 MMTT en junio de 2010, en la que se instaló unos pods de reabastecimiento bajo las alas y una compuerta de carga en el lateral.[138]

### Variantes descartadas

#### 767-400ERX
En el año 2000 Boeing lanzó al mercado la variante 767-400ERX, un derivado del 767-400ER de mayor autonomía de vuelo. Este modelo se presentó de manera conjunta con el 747X, estando previsto inicialmente que ambas aeronaves utilizasen las mismas plantas motrices, en concreto los motores Engine Alliance GP7000 y los Rolls-Royce Trent 600. Se pretendía que la nueva aeronave tuviese un rango operativo de 6492 millas náuticas (12 023,2 km). El 767-400ERX logró recibir un pedido por parte de la aerolínea Kenya Airways por un total de 3 unidades, que complementarían a su flota de 767. Sin embargo Boeing decidió cancelar el desarrollo del 767-400ERX en el año 2001, y la aerolínea posteriormente solicitó cambiar su pedido por el modelo 777-200ER.

#### E-10 MC2A
El Northrop Grumman E-10 MC2A fue un proyecto desarrollado a partir del 767-400ER y que pretendía sustituir a tres aeronaves: el E-3 Sentry, E-8 Joint STARS, y RC-135. El E-10 MC2A se presentaba como una aeronave que integraba todos estos sistemas, con un nuevo sistema de alerta temprana y control aerotransportado, un potente radar de barrido electrónico activo que también sería capaz de crear interferencias en misiles y aeronaves enemigas. Se llegó a construir un 767-400ER destinado a ser empleado como banco de pruebas de integración de todos estos sistemas, pero el programa concluyó en enero de 2009 y este prototipo se vendió finalmente a Baréin para ser empleado como avión de transporte de personalidades.

## Operadores
Los principales clientes del 767, por número de aeronaves compradas son Delta Air Lines, All Nippon Airways, y United Airlines. A noviembre de 2012, Delta Air Lines se mantiene como el principal cliente de la aeronave, tras haber encargado y aceptado la entrega de un total de 117 aeronaves. Delta es a su vez la única aerolínea que ha realizado pedidos de todas las versiones de pasajeros del 767. Recibió la unidad número 100, un 767-400ER, en octubre del año 2000. United Airlines es la única aerolínea que opera todas las aeronaves de la serie 767 ER (762ER, 763ER, y 764ER) a noviembre de 2012. La principal aerolínea operadora de la variante de carga es UPS Airlines, con un total de 59 aeronaves encargadas, de las cuales 15 todavía estaban pendientes de ser entregadas a noviembre de 2012.
A diciembre de 2019 permanecen en servicio un total de 801 unidades de todas las variantes del 767.
Y otras aerolíneas con un número menor de aparatos.

### Pedidos y entregas
| Año      | Total | 2017 | 2016 | 2015 | 2014 | 2013 | 2012 | 2011 | 2010 | 2009 | 2008 | 2007 | 2006 | 2005 | 2004 | 2003 | 2002 | 2001 | 2000 | 1999 | 1998 |
| -------- | ----- | ---- | ---- | ---- | ---- | ---- | ---- | ---- | ---- | ---- | ---- | ---- | ---- | ---- | ---- | ---- | ---- | ---- | ---- | ---- | ---- |
| Pedidos  | 1204  | 15   | 26   | 49   | 4    | 2    | 22   | 42   | 3    | 2    | 28   | 36   | 10   | 15   | 9    | 10   | 8    | 40   | 9    | 30   | 38   |
| Entregas | 1106  | 10   | 13   | 16   | 6    | 21   | 26   | 20   | 12   | 13   | 10   | 12   | 12   | 10   | 9    | 24   | 35   | 40   | 44   | 44   | 47   |

| Año      | 1997 | 1996 | 1995 | 1994 | 1993 | 1992 | 1991 | 1990 | 1989 | 1988 | 1987 | 1986 | 1985 | 1984 | 1983 | 1982 | 1981 | 1980 | 1979 | 1978 |
| -------- | ---- | ---- | ---- | ---- | ---- | ---- | ---- | ---- | ---- | ---- | ---- | ---- | ---- | ---- | ---- | ---- | ---- | ---- | ---- | ---- |
| Pedidos  | 79   | 43   | 22   | 17   | 54   | 21   | 65   | 52   | 100  | 83   | 57   | 23   | 38   | 15   | 20   | 2    | 5    | 11   | 45   | 49   |
| Entregas | 42   | 43   | 37   | 41   | 51   | 63   | 62   | 60   | 37   | 53   | 37   | 27   | 25   | 29   | 55   | 20   | 0    | 0    | 0    | 0    |

- Según datos de Boeing al 31 de diciembre de 2017.[54][85][149][150][151]

### Pedidos y entregas según modelo
| Serie     | Código OACI | Pedidos | Entregas | Pedidos sin entregar |
| --------- | ----------- | ------- | -------- | -------------------- |
| 767-200   | B762        | 128     | 128      |                      |
| 767-200ER | B762        | 121     | 121      |                      |
| 767-2C    | B762        | 38      | -        | 38                   |
| 767-300   | B763        | 104     | 104      |                      |
| 767-300ER | B763        | 583     | 583      |                      |
| 767-300F  | B763        | 192     | 132      | 60                   |
| 767-400ER | B764        | 38      | 38       |                      |
| Total     | Total       | 1204    | 1106     | 98                   |

- Según datos de Boeing al 31 de diciembre de 2017.[54]

## Accidentes e incidentes
Hasta junio de 2012, el 767 se había visto envuelto en un total de 37 incidentes de aviación, de las cuales 14 fueron siniestro total. También hasta esa fecha se habían contabilizado un total de seis accidentes con víctimas mortales, tres de ellos provocados por secuestros aéreos, con un total de 569 fallecidos. El primer accidente, el vuelo 004 de Lauda Air, tuvo lugar en las cercanías de Bangkok el 26 de marzo de 1991, debido a la activación repentina durante el vuelo del empuje inverso en el motor izquierdo del 767-300ER; ninguna de las 223 personas que estaban a bordo lograron sobrevivir, y como resultado de este accidente se restringió temporalmente el uso de las reversas en los 767 hasta que no se rediseñasen estas. Los inspectores encargados de la investigación llegaron a la conclusión de que el accidente lo provocó una válvula controlada por el sistema electrónico de la aeronave, y en consecuencia se procedió a reemplazar todas la válvulas afectadas por un nuevo sistema de cierre, no solo en los 767, sino en todas las aeronaves Boeing que les afectaba este fallo.
- El 31 de octubre de 1999, un 767-300ER que realizaba el vuelo 990 de Egyptair, se estrelló en aguas internacionales, cerca de la isla de Nantucket, Massachusetts, falleciendo las 217 personas que estaban en la aeronave.[158] La Junta Nacional de Seguridad del Transporte determinó que la causa más probable del accidente fue debida a la acción deliberada del primer oficial, aunque las autoridades egipcias no están de acuerdo con esta versión.[159]

- También se vio implicado el 767 en los atentados terroristas del 11 de septiembre de 2001 cuando secuestradores de Al Qaeda secuestraron cuatro aviones comerciales para estrellarlos en diferentes objetivos en Estados Unidos: de esos cuatro vuelos secuestrados, dos, el vuelo 11 de American Airlines y el vuelo 175 de United Airlines, operaban Boeing 767-223ER. Esos dos 767 fueron los involucrados concretamente en el ataque a las torres del World Trade Center.

- El 15 de abril de 2002, un 767-200ER que realizaba el vuelo 129 de Air China, impactó contra una colina en condiciones meteorológicas adversas mientras intentaba aterrizar en el Aeropuerto Internacional de Gimhae en Busan, Corea del Sur. En el accidente fallecieron 129 de las 166 personas a bordo, siendo atribuido el accidente a un error de pilotaje.[160]

- El 28 de octubre de 2016, el vuelo 383 de American Airlines sufrió un fallo de motor al despegar del Aeropuerto Internacional O'Hare de Chicago, causando un incendio en el motor que se expandió hasta el fuselaje. Afortunadamente todos los pasajeros lograron evacuar la aeronave que fue destruida por el fuego.

- El 23 de febrero de 2019, el vuelo 3591 de Atlas Air se estrelló muriendo sus 3 ocupantes. Es el primer accidente de un avión de carga de este modelo.

- El 3 de febrero de 2020, el vuelo 837 de Air Canada aterrizo de emergencia en el aeropuerto Aeropuerto Adolfo Suárez Madrid-Barajas después de la explosión de uno de los neumáticos del tren de aterrizaje en el momento del despegue. Los restos del neumático ocasionaron una pequeña explosión en uno de los motores lo que les llevó a declararse en emergencia.

- El 19 de agosto de 2020, un Boeing 767-3S2FER propiedad de FedEx matrícula N146FE, presentó problemas con el tren principal izquierdo cuando se encontraba por aterrizar en el Aeropuerto Internacional de Los Ángeles.[161]

## Características técnicas
|                                              | 767-200                                                                     | 767-200ER                                                                | 767-300                                                                  | 767-300ER                                                                | 767-300ERF                                                               | 767-400ER                                                                |
| -------------------------------------------- | --------------------------------------------------------------------------- | ------------------------------------------------------------------------ | ------------------------------------------------------------------------ | ------------------------------------------------------------------------ | ------------------------------------------------------------------------ | ------------------------------------------------------------------------ |
| Tripulación                                  | normalmente 2 pilotos y 10 auxiliares de vuelo                              | normalmente 2 pilotos y 10 auxiliares de vuelo                           | normalmente 2 pilotos y 10 auxiliares de vuelo                           | normalmente 2 pilotos y 10 auxiliares de vuelo                           | normalmente 2 pilotos y 10 auxiliares de vuelo                           | normalmente 2 pilotos y 10 auxiliares de vuelo                           |
| Pasajeros                                    | 181 (3 clases) 224 (2 clases) 255, opcional 290 (1 clase)                   | 181 (3 clases) 224 (2 clases) 255, opcional 290 (1 clase)                | 218 (3 clases) 269 (2 clases) 351 (1 clase)                              | 218 (3 clases) 269 (2 clases) 351 (1 clase)                              | -                                                                        | 245 (3 clases) 304 (2 clases) 375 (1 clase)                              |
| Volumen de carga                             | 81,4 m³ 22 LD2s                                                             | 81,4 m³ 22 LD2s                                                          | 106,8 m³ 30 LD2s                                                         | 106,8 m³ 30 LD2s                                                         | 454 m³ 30 LD2s + 24 pallets                                              | 129,6 m³ 38 LD2s                                                         |
| Longitud                                     | 48,5 m                                                                      | 48,5 m                                                                   | 54,9 m                                                                   | 54,9 m                                                                   | 54,9 m                                                                   | 61,4 m                                                                   |
| Envergadura                                  | 47,6 m                                                                      | 47,6 m                                                                   | 47,6 m                                                                   | 47,6 m                                                                   | 47,6 m                                                                   | 51,9 m                                                                   |
| Superficie alar                              | 283,3 m²                                                                    | 283,3 m²                                                                 | 283,3 m²                                                                 | 283,3 m²                                                                 | 283,3 m²                                                                 | 290,7 m²                                                                 |
| Altura del fuselaje                          | 5,41 m                                                                      | 5,41 m                                                                   | 5,41 m                                                                   | 5,41 m                                                                   | 5,41 m                                                                   | 5,41 m                                                                   |
| Ancho del fuselaje                           | 5,03 m                                                                      | 5,03 m                                                                   | 5,03 m                                                                   | 5,03 m                                                                   | 5,03 m                                                                   | 5,03 m                                                                   |
| Ancho de la cabina                           | 4,72 m                                                                      | 4,72 m                                                                   | 4,72 m                                                                   | 4,72 m                                                                   | 4,72 m                                                                   | 4,72 m                                                                   |
| Altura (de estabilizador horizontal al piso) |                                                                             |                                                                          |                                                                          |                                                                          | 15.8 m                                                                   | 16.87 m                                                                  |
| Peso operativo vacío                         | 80.130 kg                                                                   | 82.380 kg                                                                | 86.070 kg                                                                | 90.010 kg                                                                | 86.180 kg                                                                | 103.870 kg                                                               |
| Peso máximo al despegue                      | 142.880 kg                                                                  | 179.170 kg                                                               | 158.760 kg                                                               | 186.880 kg                                                               | 186.880 kg                                                               | 204.120 kg                                                               |
| Alcance máximo con peso máximo               | 3.950 nmi (7.300 km) Transatlántico                                         | 6.590 nmi (12.200 km) Transpacífico                                      | 3.950 nmi (7.300 km) Transatlántico                                      | 5.975 nmi (11.065 km) Transpacífico                                      | 3.255 nmi (6.025 km) Transcontinental                                    | 5.625 nmi (10.415 km) Transatlántico                                     |
| Velocidad de crucero                         | Mach 0,80 (470 kn, 851 km/h a una altitud de 35 000 pies, unos 10 500 m)    | Mach 0,80 (470 kn, 851 km/h a una altitud de 35 000 pies, unos 10 500 m) | Mach 0,80 (470 kn, 851 km/h a una altitud de 35 000 pies, unos 10 500 m) | Mach 0,80 (470 kn, 851 km/h a una altitud de 35 000 pies, unos 10 500 m) | Mach 0,80 (470 kn, 851 km/h a una altitud de 35 000 pies, unos 10 500 m) | Mach 0,80 (470 kn, 851 km/h a una altitud de 35 000 pies, unos 10 500 m) |
| Máxima velocidad                             | Mach 0,86 (493 kn, 913 km/h a una altitud de 35 000 pies)                   | Mach 0,86 (493 kn, 913 km/h a una altitud de 35 000 pies)                | Mach 0,86 (493 kn, 913 km/h a una altitud de 35 000 pies)                | Mach 0,86 (493 kn, 913 km/h a una altitud de 35 000 pies)                | Mach 0,86 (493 kn, 913 km/h a una altitud de 35 000 pies)                | Mach 0,86 (493 kn, 913 km/h a una altitud de 35 000 pies)                |
| Carrera de despegue con peso máximo          | 1710 m                                                                      | 1710 m                                                                   | 2410 m                                                                   | 2410 m                                                                   | 2410 m                                                                   | 2.895 m                                                                  |
| Motores (x2)                                 | Pratt & Whitney JT9D-7R4 P&W PW4000-94 General Electric CF6-80A GE CF6-80C2 | P&W PW4000-94 GE CF6-80C2                                                | P&W JT9D-7R4 P&W PW4000-94 CF6-80A GE CF6-80C2                           | P&W PW4000-94 CF6-80C2 Rolls-Royce RB211                                 | P&W PW4000-94 CF6-80C2 Rolls-Royce RB211                                 | P&W PW4000-94 GE CF6-80C2                                                |
| Empuje (x2)                                  | GE: 222 kN                                                                  | PW: 282 kN GE: 276 kN                                                    | PW: 220 kN                                                               | PW: 282 kN GE: 276 kN RR: 265 kN                                         | PW: 282 kN GE: 276 kN RR: 265 kN                                         | PW: 282 kN GE: 282 kN                                                    |

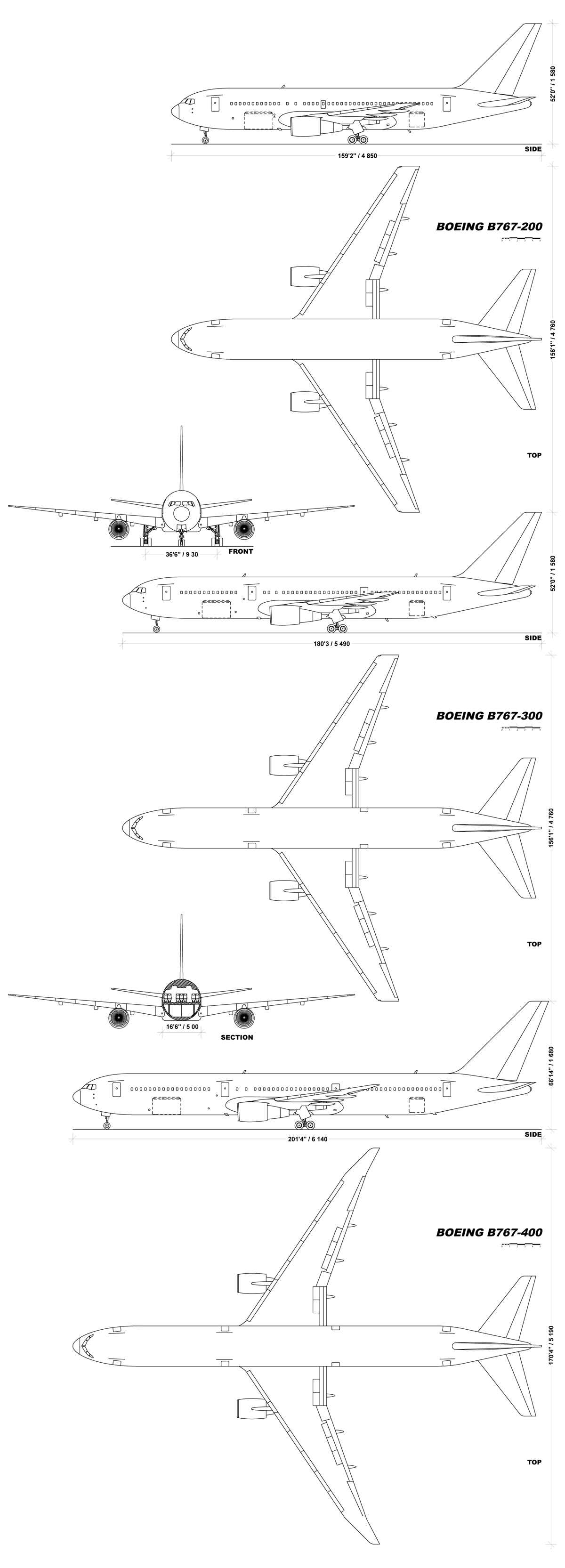
Geometría descriptiva de la familia de aeronaves Boeing 767.

Fuentes: Informe de compatibilidad aeroportuaria del Boeing 767, Especificaciones del Boeing 767 y otras fuentes

## Compra por parte de China de un 767 y posterior conflicto diplomático
En 2000, el gobierno de China compró un 767-300ER para ser usado como el avión ejecutivo oficial para el presidente Jiang Zemin. La aeronave fue entregada originalmente a Delta Air Lines en junio del 2000 y fue revendida inmediatamente a China United Airlines. Luego de ser transferido al gobierno chino, el avión fue llevado a San Antonio, Texas para ser redecorado con un interior personalizado.
A finales de 2001, el gobierno de China anunció que había descubierto 27 dispositivos para espías escondidos en el interior del avión. El gobierno de China culpó a la CIA de los dispositivos ocultos. Los 22 militares y oficiales del gobierno que estaban a cargo de la supervisión del redecorado fueron arrestados por sospechas de negligencia y corrupción.
La CIA y el presidente de Estados Unidos George W. Bush negaron tener conocimiento de los dispositivos ocultos. Expertos en diplomacia se preocuparon de que el incidente no fuera a causar efectos negativos en las relaciones chino-estadounidenses y en la reputación de Boeing en el mercado chino. Sin embargo, las relaciones entre China y Estados Unidos se mantuvieron bien y las aerolíneas chinas siguieron comprando aviones a Boeing.

### Desarrollos relacionados
- Boeing 757
- Boeing KC-767
- Boeing E-767

### Aeronaves similares
- Airbus A300
- Airbus A310
- Airbus A330-200
- Boeing 787
- Ilyushin Il-96

### Secuencias de designación
- Aviones comerciales a reacción de Boeing: 707 • 717 • 720 • 727 • 737 • 747 • 757 • 767 • 777 • 787